# New York
New York (IPA: /nju ˈjɔrk/, in inglese americano /nu ˈjɔɹk/ ), spesso chiamata New York City per distinguerla dall'omonimo Stato, e raramente con l'adattamento italiano Nuova York, è una città degli Stati Uniti d'America situata nello Stato di New York. Conosciuta nel mondo anche come la "Grande mela" (Big Apple), sorge su un'area di circa 785 km² alla foce del fiume Hudson, sull'Oceano Atlantico, mentre l'area metropolitana comprende anche aree situate nei due adiacenti Stati del New Jersey e del Connecticut. Con più di 8 milioni di abitanti, che salgono a circa 25 milioni nell'area metropolitana, è la città più popolosa degli Stati Uniti, la terza città più popolosa del Continente Americano dopo San Paolo e Città del Messico, e l'ottava città più popolosa del mondo. Viene riconosciuta inoltre come città globale nella categoria Alfa++, che la rende una delle città più importanti per l'economia globale oltreché nazionale.
Situata sulla baia di New York (New York Bay), in parte sul continente e in parte su isole, è amministrativamente divisa in cinque distretti (borough): Manhattan, The Bronx, Queens, Brooklyn e Staten Island. Di essi, uno è nel continente (il Bronx, situato a nord di Manhattan), tre si trovano su isole (Staten Island, di fronte al New Jersey; Queens e Brooklyn, rispettivamente nell'estremità nord-occidentale e sud-occidentale dell'isola di Long Island) e uno, Manhattan, sull'appendice inferiore della penisola su cui si trova anche il Bronx e che da esso è separato dall'Harlem River, fiume-canale che collega l'Hudson all'East River. I cinque distretti sono sedi di contea metropolitana: la contea di New York propriamente detta occupa il territorio di Manhattan, quella di Kings il territorio di Brooklyn e quella di Richmond il territorio di Staten Island; le altre due contee (Bronx e Queens) sono omonime dei distretti e si sovrappongono al loro territorio amministrativo. New York è inoltre riconosciuta come una delle città con i panorami urbani più impressionanti del mondo. Non fanno parte dei distretti di New York City, ma fanno parte della sua area metropolitana e gravitano intorno ad essa per ragioni economiche e culturali, alcune città del confinante Stato del New Jersey, come Jersey City, Newark e Hoboken, situate sulla riva occidentale dell'Hudson, di fronte a Manhattan. La citata Newark è tra l'altro sede di uno degli aeroporti internazionali che servono New York, il Newark-Liberty, situato a 24 km da Manhattan.
Alcune delle sue architetture simbolo più famose sono la statua della Libertà, situata su Liberty Island, un'isola alla foce del fiume Hudson; il ponte di Brooklyn, che, attraversando l'East River, collega Manhattan e Brooklyn; l'Empire State Building, grattacielo in stile art déco di 443 metri di altezza, situato a Midtown Manhattan. La città è generalmente considerata uno dei più importanti centri della diplomazia mondiale. Insieme a Ginevra (CICR e sede europea dell'ONU), Basilea (Banca dei regolamenti internazionali) e Strasburgo (Consiglio d'Europa), New York è una delle poche città al mondo che funge da sede di una delle più importanti organizzazioni internazionali (nel suo caso dell'ONU), senza essere la capitale di un Paese. Insieme a Londra, Parigi e Milano è considerata una delle capitali mondiali della moda.

## Storia

### La fondazione e l'indipendenza degli Stati Uniti d'America
L'area dove sorge la città di New York era popolata, precedentemente all'arrivo dei colonizzatori europei, da gruppi di Lenape, una popolazione nativa americana algonchina, che vivevano di agricoltura, caccia e pesca nella zona del basso corso del fiume Hudson e dell'isola di Manhattan. Il primo europeo che si spinse nella zona fu, nel 1524, l'italiano Giovanni da Verrazzano, il quale però, a quanto pare, non proseguì la sua avanzata, ma ritornò in Atlantico. La prima esplorazione accurata della zona da parte di un europeo ebbe luogo solo a partire dal 1609, quando Henry Hudson scoprì l'isola di Manhattan proseguendo poi lungo il corso del fiume a cui diede il nome.

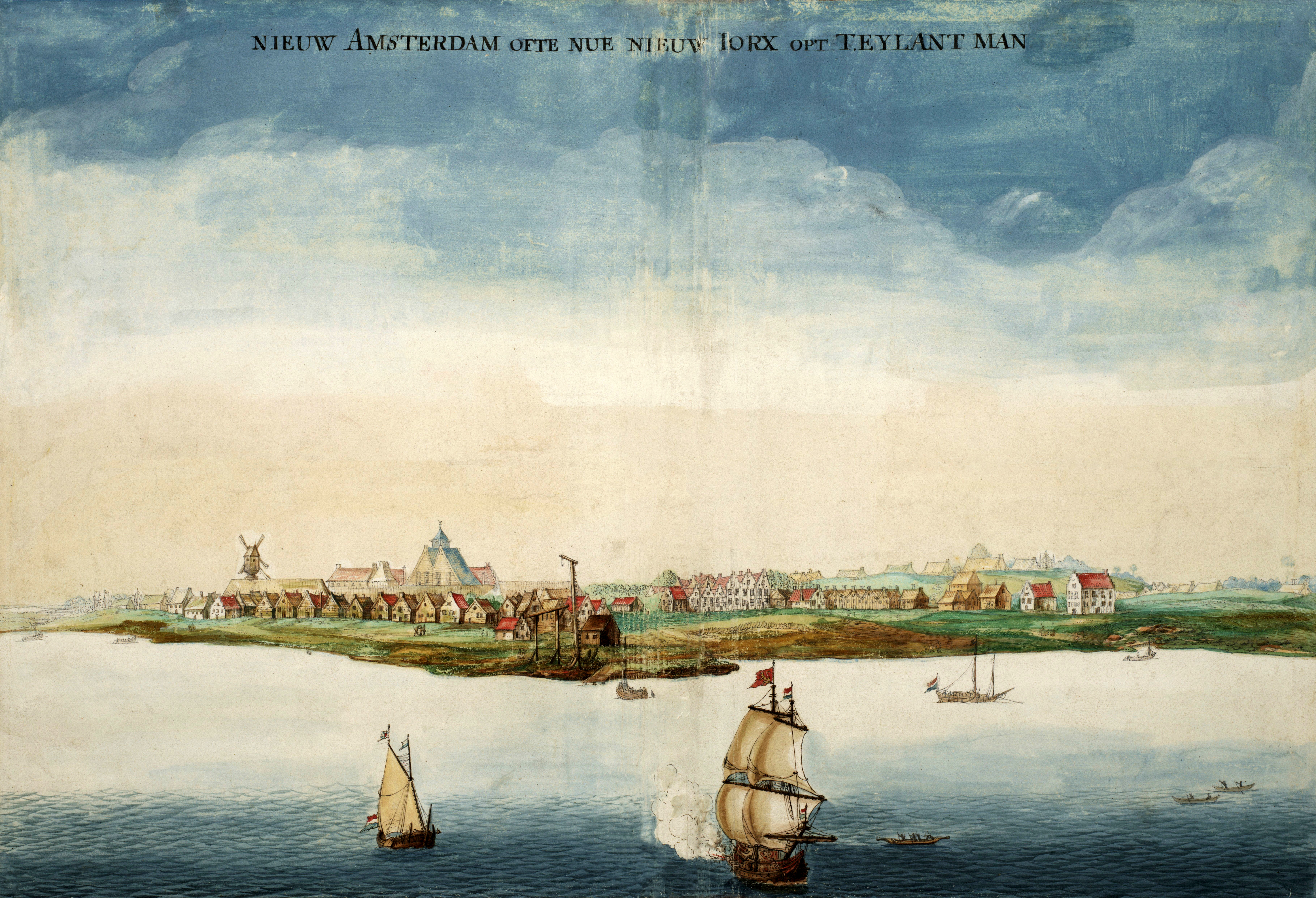
L'insediamento di New Amsterdam nel 1664, anno in cui passò sotto il dominio inglese

Il primo insediamento europeo fu stabilito nel 1613, quando i coloni olandesi fondarono un centro per il commercio delle pellicce nella zona meridionale dell'isola di Manhattan che venne acquistata dagli olandesi per 24 dollari e, nel 1626, venne battezzato Nieuw Amsterdam (Nuova Amsterdam). Il piccolo centro crebbe nei decenni successivi, sotto il dominio dei Paesi Bassi, attraverso la costruzione di un forte (Fort Amsterdam) e una serie di lotte con i nativi (chiamate guerra di Kieft, dal nome del direttore generale della colonia Willem Kieft) per il predominio sul territorio circostante,
La città di New Amsterdam passò nel 1665 sotto il dominio inglese e venne ribattezzata New York in onore di Giacomo II, al tempo Duca di York e Albany. La dominazione inglese durò, a parte una breve parentesi nuovamente sotto gli olandesi fra il 1673 e il 1674, fino all'ottenimento dell'indipendenza delle colonie, che segnò la data di nascita degli Stati Uniti d'America; questo periodo, lungo poco più di un secolo, vide un notevole sviluppo della città, che divenne un importante porto commerciale e registrò un notevole incremento della sua popolazione di origine europea, al contrario di quella indigena che declinava costantemente. Di pari passo la città venne interessata da un consistente avanzamento culturale, con la fondazione del King's College, che sarebbe divenuto più tardi la Columbia University, e lo sviluppo di un ampio dibattito intorno al principio della libertà di stampa. Non mancarono tuttavia momenti di tensione, come alcune ribellioni degli schiavi afroamericani nel 1712 e nel 1741, che si conclusero con numerose vittime e altrettanto numerose condanne a morte.
Fra il 1775 e il 1783 New York attraversò le vicende della guerra d'indipendenza americana, conclusasi con il trattato di Parigi. New York venne occupata dalle truppe britanniche nel settembre 1776 dopo la battaglia di Long Island e rimase sotto il controllo inglese fino al termine della guerra. In concomitanza all'occupazione militare britannica la città di New York fu colpita da un incendio, divampato il 20 settembre nel West Side di Manhattan, incendio che distrusse tra il 10 e il 25% della città. Poco tempo dopo la fine della rivoluzione americana, nel 1785, New York divenne sede del Congresso della Confederazione; subito dopo la sua creazione, prevista dalla Costituzione, il Congresso degli Stati Uniti d'America ebbe come sede la Federal Hall, in Wall Street. Nel settembre 1788 la città divenne la prima capitale degli Stati Uniti d'America; l'anno seguente George Washington vi giurò come primo presidente. Secondo il primo censimento statunitense nel 1790 New York aveva 30 000 abitanti.

### La guerra di secessione e laGrande New York

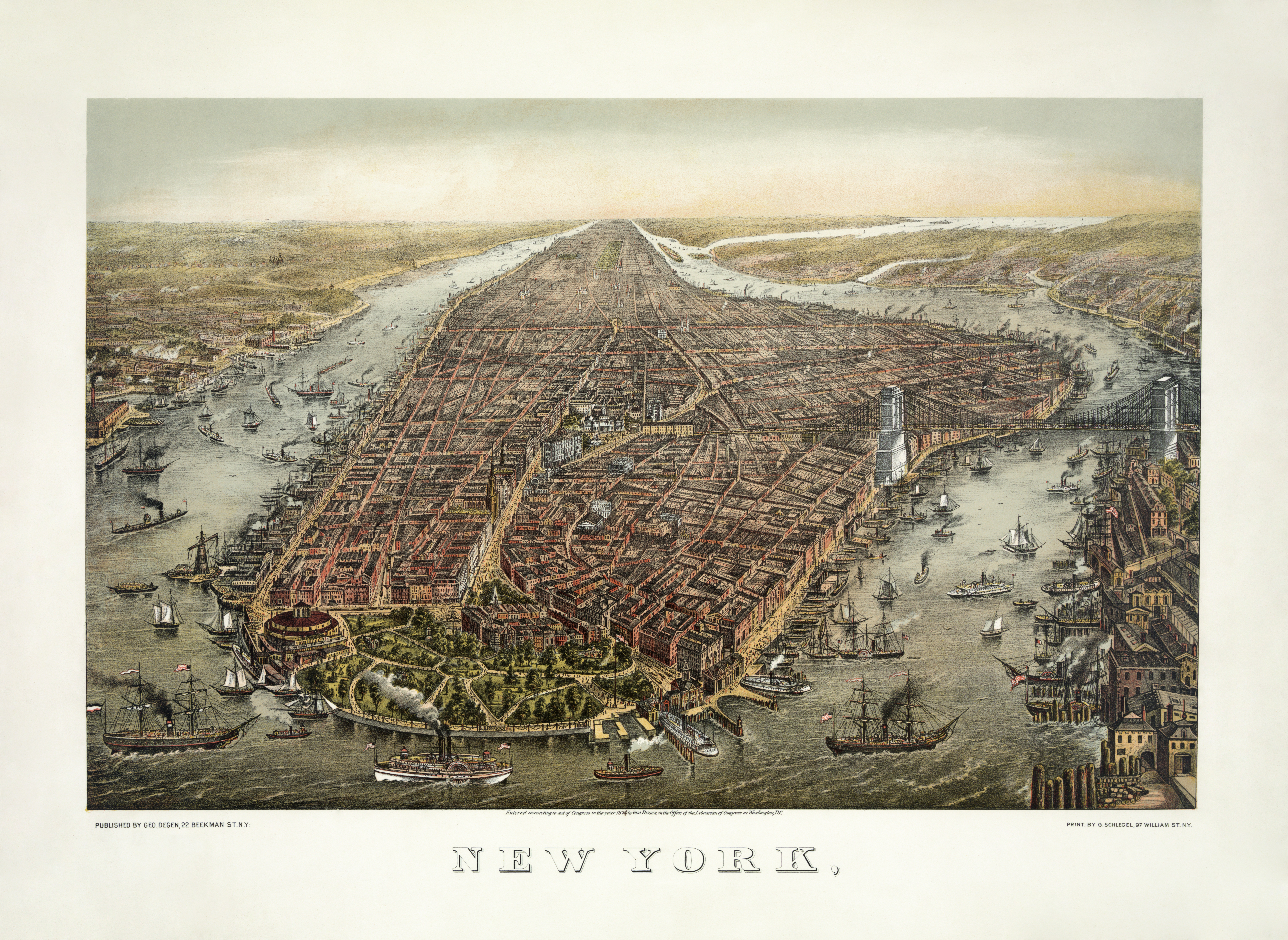
Panorama di Manhattan nel 1873

Il XIX secolo fu un periodo di grande sviluppo demografico e urbanistico per New York. Il Commissioners' Plan, del 1811, provocò una prima forte espansione della città che venne a coincidere con l'isola di Manhattan; l'apertura del Canale Erie, nel 1825, pose la città in collegamento diretto con il vastissimo retroterra. Nel 1835 viene nuovamente gravemente danneggiata da un grande incendio.
L'immigrazione dall'Europa riprese vigore, dopo un certo calo nei primi anni del secolo, e raggiunse punte notevoli negli anni della grande carestia irlandese del 1845-1849. L'assistenza fornita a queste grandi masse di immigrati poveri e bisognosi fu fra le cause dell'ascesa della Tammany Hall, un'organizzazione interna al Partito Democratico, che assunse in pratica il controllo sulla città verso la metà del secolo mantenendolo fino alla metà del secolo successivo.
La guerra di secessione americana, combattuta tra il 1861 e il 1865, interessò la città di New York provocando divisioni fra la popolazione (a causa della presenza di interessi contrapposti) che culminarono nei disordini del 1863. Dopo la guerra, New York si riprese rapidamente: l'immigrazione, diminuita negli anni della guerra, aumentò nuovamente fino a punte elevatissime. New York aveva assunto il ruolo di "porta" degli Stati Uniti, riconosciuto ufficialmente con la donazione, da parte della Francia, della Statua della Libertà (inaugurata nel 1886).
Sul finire del secolo, nel 1898, venne formata la moderna città di New York, tramite l'accorpamento (consolidation) di Manhattan con la città, fino ad allora indipendente, di Brooklyn e con alcune aree esterne come il Bronx, il Queens e Staten Island.

### Il XX secolo e gli attentati dell'11 settembre 2001

New York nel 1908

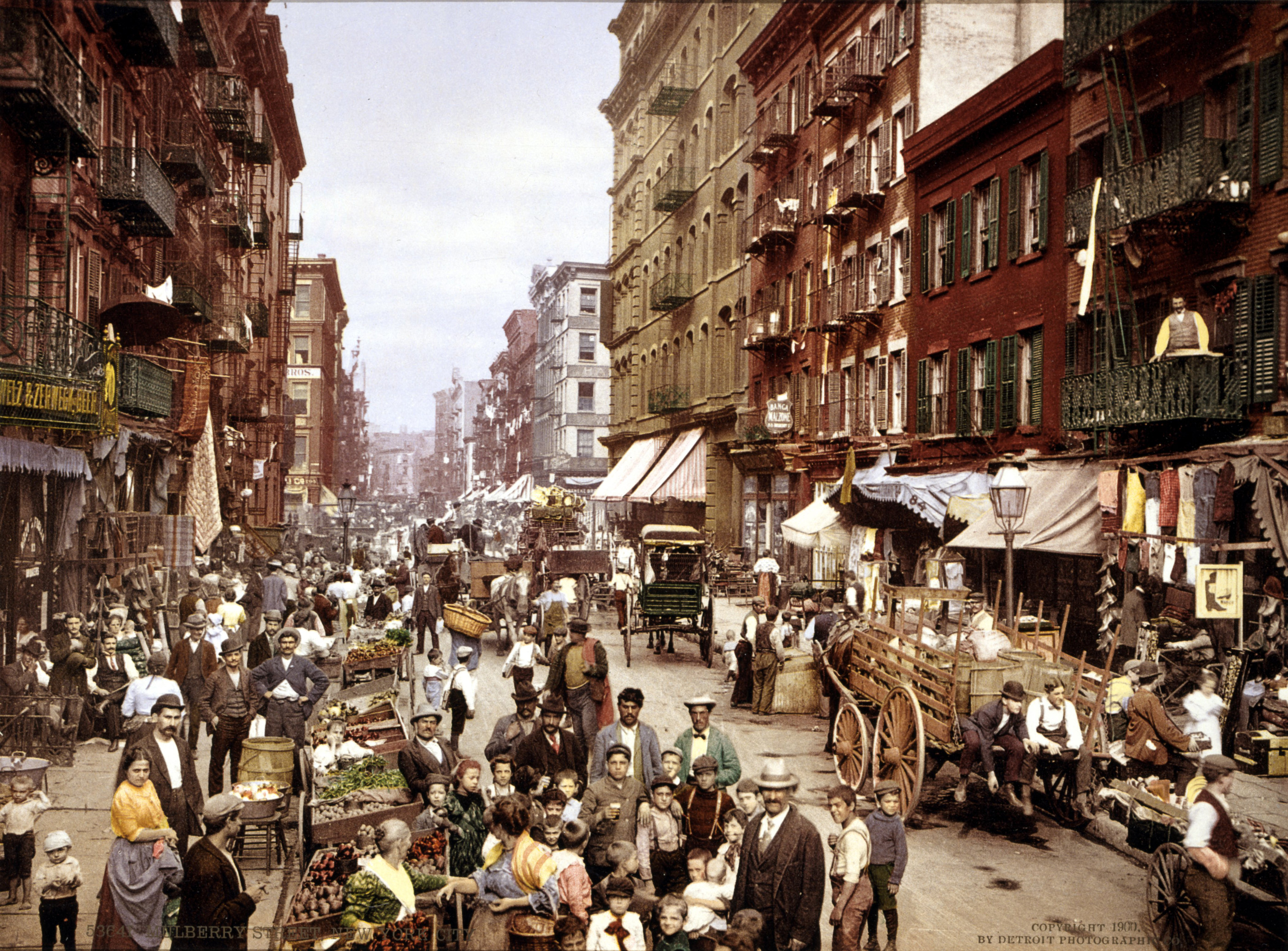
Un'immagine di Mulberry Street, Little Italy (Piccola Italia), intorno al 1900

I primi decenni del XX secolo portarono New York a posizioni di preminenza mondiale dal punto di vista industriale, economico e demografico; nel 1925 e per alcuni anni successivi New York superò Londra e divenne la metropoli più popolata del mondo. Lo sviluppo della città veniva esibito anche attraverso la costruzione di numerosissimi grattacieli, la cui costruzione, iniziata nel 1911 con il Woolworth Building, proseguì nei decenni seguenti rendendo i grattacieli uno degli elementi caratteristici dello skyline di New York. Parallelamente allo sviluppo rapidissimo della città, tuttavia, si osservavano importanti fenomeni di pauperismo urbano e di criminalità. A partire dagli anni venti, inoltre, New York divenne la meta di più di un milione di neri americani, provenienti dagli Stati razzisti del sud, come parte della grande migrazione afroamericana. La crescita tumultuosa si arrestò bruscamente negli anni trenta, come conseguenza della Grande depressione susseguente al crollo borsistico del 1929; la città ne approfittò per un consolidamento, andando incontro a significative risistemazioni del suo tessuto urbano durante il mandato del sindaco Fiorello La Guardia.

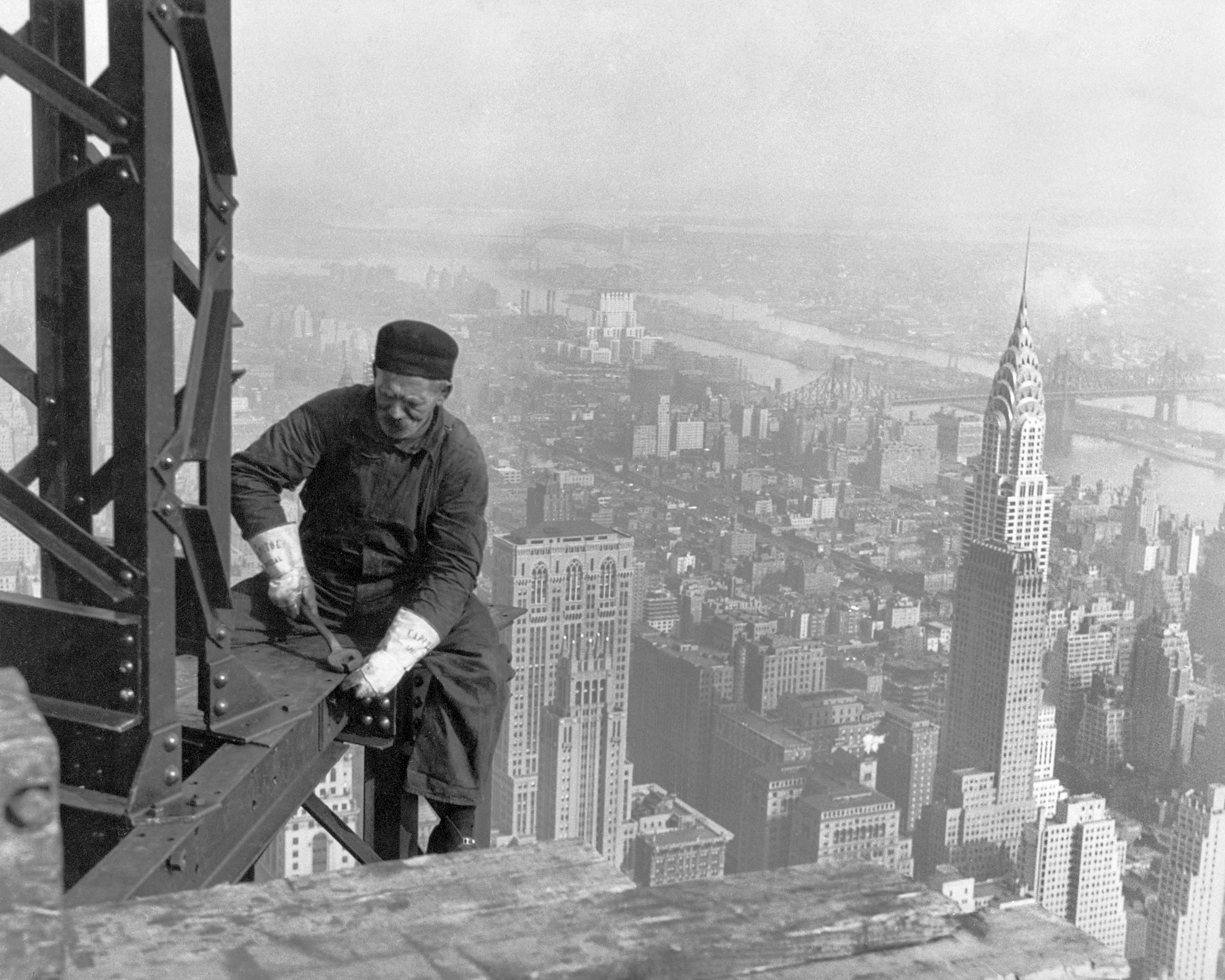
Famosa immagine che mostra un operaio durante la costruzione dell'Empire State Building (1930)

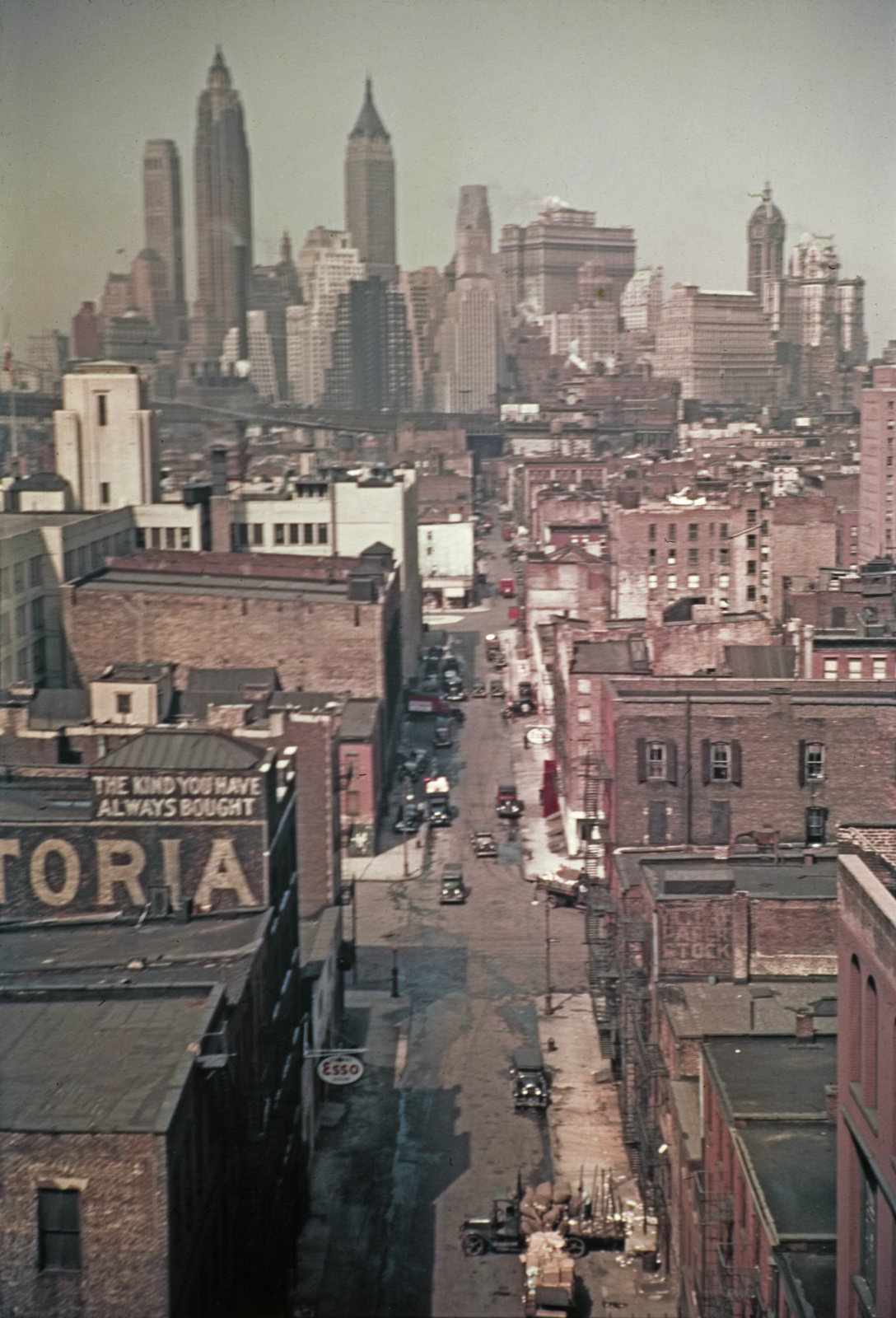
Manhattan, New York nel 1938

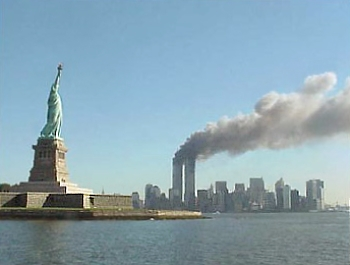
La statua della Libertà e, sullo sfondo, le Torri Gemelle in fiamme subito dopo gli attentati dell'11 settembre

La città di New York riemerse dalla seconda guerra mondiale mantenendo inalterato il suo ruolo di "capitale del mondo", sede della borsa valori più importante del pianeta e sede delle maggiori organizzazioni internazionali. A partire dagli anni sessanta, tuttavia, anche New York si incamminò lungo una strada di declino, analogamente ad altre metropoli statunitensi. In quegli anni cominciò una serie di rivolte a sfondo razziale, provocate da gruppi organizzati rappresentativi di gruppi etnici svantaggiati (ad esempio le Pantere nere). Nel corso degli anni settanta il livello di vita cittadino peggiorò ulteriormente, con la città (specialmente in alcuni quartieri) ostaggio della criminalità e delle gang di strada; questa profonda crisi si tradusse in una importante diminuzione della popolazione, che scese di quasi un milione di abitanti. A questo si aggiunse una bancarotta sfiorata dalla città nel 1975, scongiurata solo grazie ad un massiccio prestito federale.
Questa tendenza al peggioramento e al degrado si invertì solo verso il finire degli anni settanta, con l'elezione a sindaco di Ed Koch; i suoi tre mandati come sindaco (1978-1989) furono caratterizzati da un progressivo miglioramento delle condizioni di vita dei newyorkesi, pur in presenza di forti tensioni razziali. Suo successore fu David Dinkins, primo sindaco nero della storia cittadina, che tuttavia non ebbe un'azione politica di successo e perse le elezioni del 1994 a favore di Rudolph Giuliani. Giuliani, mettendo in pratica il metodo della tolleranza zero, riuscì a liberare definitivamente New York dalla microcriminalità che l'affliggeva, con immediati riflessi sulla consistenza della popolazione della città che tornò ad aumentare superando gli 8 milioni di abitanti.
L'11 settembre 2001 la città di New York fu coinvolta negli attentati più violenti e sanguinosi della sua storia: quattro aerei di linea vennero dirottati da alcuni terroristi legati all'organizzazione islamica Al-Qaida, e due di questi vennero fatti schiantare su ciascuna delle due Torri Gemelle del World Trade Center, causandone il crollo in meno di due ore.
L'attentato, che ebbe una possente risonanza in tutto il mondo, causò quasi 3 000 vittime e diede l'inizio ad una serie di violente reazioni americane contro gli Stati accusati di ospitare le basi operative dei terroristi.
Nessun evento particolarmente significativo ha interessato la città nei finora restanti anni del XXI secolo, che videro nel 2002 l'elezione a sindaco di Michael Bloomberg; la città in questi anni ha continuato a guadagnare popolazione, attestandosi a quasi 8,2 milioni di abitanti secondo i dati del censimento 2010. Fra gli eventi più significativi che hanno interessato la città in questo scorcio di XXI secolo sono il blackout del 2003, che ha interessato il nordest degli Stati Uniti, e la corsa alle Olimpiadi del 2012, in una competizione poi vinta dalla città di Londra. La sera del 29 ottobre 2012 New York fu colpita dall'uragano Sandy, che provocò inondazioni di strade, gallerie e numerose linee della metropolitana a Lower Manhattan e altre zone della città togliendo la fornitura di elettricità in molte sue parti e nei sobborghi.

## Geografia fisica

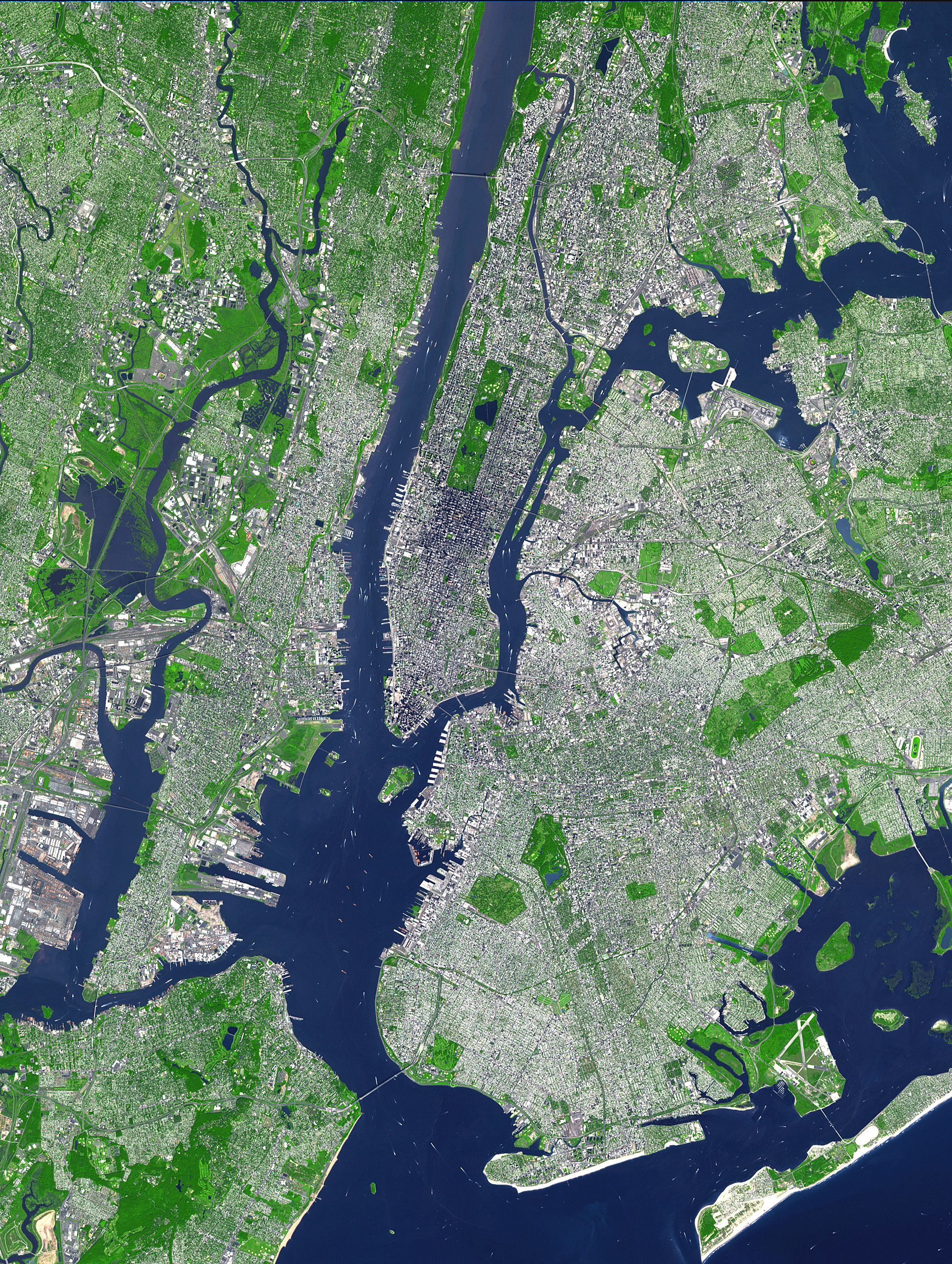
Immagine satellitare della Greater New York City

Mappa dettagliata dell'isola di Manhattan nel 2023.

La città di New York è situata sulla costa orientale dell'America settentrionale, sull'Oceano Atlantico, alla foce del fiume Hudson (che costituisce il suo confine occidentale, separandola da una serie di sobborghi nel New Jersey), circa a metà strada fra Boston e Washington.

### Territorio
New York è costituita da cinque circoscrizioni. La più settentrionale, il Bronx, sorge sul continente, all'estremità di una piccola penisola; Manhattan coincide con l'isola omonima, situata fra il corso dell'Hudson e lo East River (un piccolo braccio di mare); Staten Island si allarga sull'omonima isola situata lungo la costa del New Jersey, a sudest della baia di New York; Brooklyn e il Queens si trovano invece all'estremità occidentale dell'isola di Long Island, che raggiunge qui il punto di minor distanza dal continente. Questa particolare topografia ha fatto sì che la città diventasse, sin dall'epoca coloniale, uno dei più importanti porti del pianeta.
La città di New York si estende su una superficie di 1 214 km², dei quali circa 784 km² situati su terraferma e 430 km² occupati da acque. Il territorio è quasi ovunque estesamente urbanizzato, caratterizzato da una edificazione prevalentemente verticale (per la quale New York è famosa nel mondo) che porta ad elevati valori di densità media di popolazione (superiore in media a 10 000 ab./km², con punte di oltre 25 000 ab./km² a Manhattan).
Esistono anche numerose isole di dimensioni più piccole; fra le maggiori vi sono Ellis Island, l'isola in cui un tempo sbarcavano le navi piene di immigrati provenienti dall'Europa, e dove questi venivano tenuti in quarantena per un certo periodo prima di essere ammessi al resto degli Stati Uniti; Liberty Island, l'isola dove è collocata la statua della Libertà; Governors Island, Rikers Island, situata nell'East River a nord di Manhattan e sede di un enorme complesso carcerario; Roosevelt Island, una piccola isola allungata nell'East River. All'estremità sudorientale della città, compresa nei borough del Queens e di Brooklyn, si trovano inoltre alcune piccole isole protette nella Gateway National Recreational Area.

### Clima
New York è una città marittima, ma il suo clima ha spiccate caratteristiche di continentalità, analogamente al resto della fascia costiera atlantica degli Stati Uniti nord-orientali.
È caratterizzato da inverni lunghi e freddi relativamente alla sua latitudine, con temperature medie (tra la minima e la massima) di 0 °C o poco superiori e punte di -20 °C, burrasche di neve e tempeste a causa della corrente del Labrador e della assenza di ripari che possano proteggere la regione dagli impetuosi venti settentrionali. Le estati sono calde e umide (25 °C di media in luglio).
Secondo la classificazione dei climi di Köppen, New York apparterrebbe al gruppo oceanico, cioè senza periodo secco, con estate afosa ma con temperatura media del mese più freddo superiore ai −3 °C (infatti la fascia climatica che inizia con la lettera di riferimento D presuppone dei valori termici medi inferiori ai −3 °C nel mese più freddo). Tuttavia, alcuni climatologi sostengono che il gruppo C dei climi temperati classificati da Köppen sia troppo ampio; per esempio, New York e Orlando (Florida) rientrano entrambi in questo schema climatico nonostante enormi differenze, soprattutto termiche, tra i due luoghi.
La temperatura media annua cittadina (stazione meteo di Central Park, medie 1961-1990), intorno ai 13 °C, oscilla su base mensile fra i circa 0 °C di gennaio (mese più freddo) e i circa 25 °C di luglio (mese più caldo); la forte continentalità del clima fa sì che i valori termici estremi registrati abbiano una forbice molto maggiore, andando dai −26,1 °C ai 41,7 °C. Per quanto riguarda le precipitazioni, New York è una città piuttosto umida, con una media annua di 1 200 mm; la loro distribuzione è abbastanza regolare e non si individuano nel corso dell'anno stagioni marcatamente piovose o secche. Si osserva un massimo molto poco accentuato nei mesi di maggio, luglio e novembre, ed un minimo altrettanto poco sensibile in gennaio e febbraio. La nevosità media annua è intorno ai 71 cm.

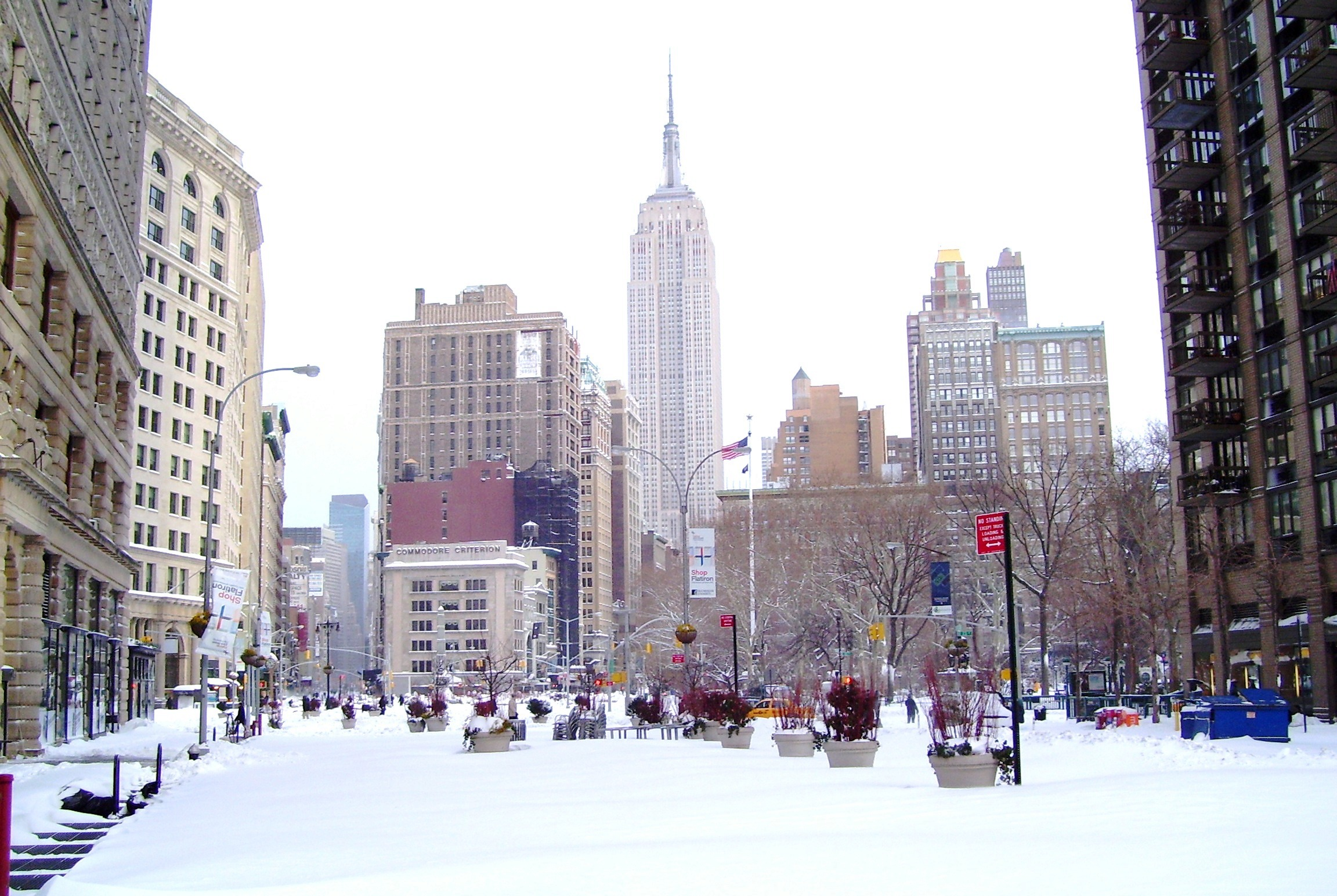
Broadway dopo un'abbondante nevicata

Gli inverni sono dunque freddi nonostante la latitudine relativamente meridionale della città (New York è posta alla stessa latitudine di Napoli). Le temperature medie, intorno allo zero nel mese più rigido, possono nascondere variazioni anche considerevoli a seconda della provenienza delle masse d'aria che interessano l'area della città ma anche per la presenza o meno di periodi soleggiati: le correnti meridionali possono portare notevole mitezza anche nel cuore dell'inverno, mentre le correnti settentrionali o nordoccidentali - che recano fin sulla città le masse d'aria dell'Artico canadese - portano freddo estremo e abbondanti nevicate accompagnate da vento forte (blizzard).

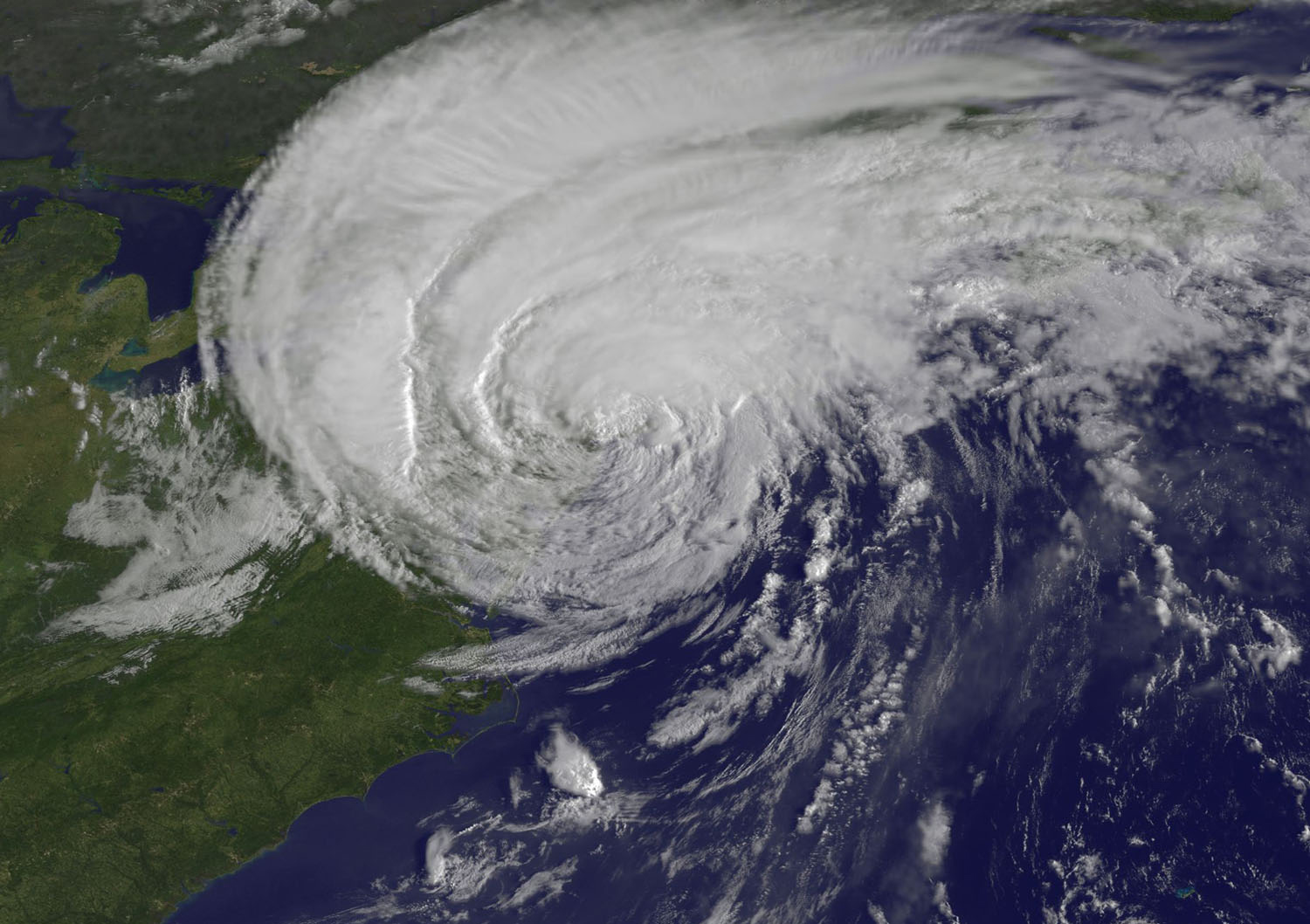
L'uragano Eliso, che ha colpito New York a fine agosto 2011, fotografato dallo spazio poco prima del suo landfall nella parte sud di Brooklyn.

La primavera è fredda nella primissima parte (non sono rari i ritorni d'inverno in grande stile) con ritorno della neve a marzo. Ancora ad aprile sono possibili nevicate e gelate notturne. Un'esplosione di colori e di risveglio vegetativo si registra nella seconda metà i primi calori che anticipano la stagione estiva. Lungo le zone più prossime alla costa non sono infrequenti in primavera le nebbie marittime, provocate dallo scorrimento di aria calda sulla superficie del mare più freddo.
Le stagioni estive sono calde e piovose, con diversi fenomeni temporaleschi che in poco tempo possono allagare diversi quartieri della città, talvolta accompagnati da grandinate. Durante l'estate la città può essere colpita da intense ondate di calore accentuate dall'arrivo di masse d'aria meridionale, proveniente dal golfo del Messico, che possono fare innalzare le massime oltre i 35 °C e fare impennare gli indici di umidità con consequenziale afa.
L'autunno può registrare tepori semi-estivi o anche calura (Indian Summer) ma verso la sua fine può portare anche le prime gelate e raramente le prime nevicate. L'autunno è la stagione in cui, grazie ai primi valori termici sotto lo zero, in tutta la Nuova Inghilterra (compresi, quindi, i vasti parchi di New York) esplode il fenomeno naturale del foliage, ossia la colorazione di forti tonalità pastello (soprattutto il marrone e il rosso) delle foglie degli alberi e delle foreste decidue. All'inizio dell'autunno (in qualche caso anche alla fine dell'estate) New York può essere interessata da uragani provenienti dalle acque dell'Atlantico tropicale; in genere, tuttavia, data la posizione della città, gli uragani arrivano dopo aver perso gran parte della loro potenza ed essere stati declassati a tempeste tropicali.
| New York            | Mesi | Mesi | Mesi  | Mesi  | Mesi  | Mesi | Mesi  | Mesi  | Mesi | Mesi | Mesi  | Mesi | Stagioni | Stagioni | Stagioni | Stagioni | Anno    |
| New York            | Gen  | Feb  | Mar   | Apr   | Mag   | Giu  | Lug   | Ago   | Set  | Ott  | Nov   | Dic  | Inv      | Pri      | Est      | Aut      | Anno    |
| ------------------- | ---- | ---- | ----- | ----- | ----- | ---- | ----- | ----- | ---- | ---- | ----- | ---- | -------- | -------- | -------- | -------- | ------- |
| T. max. media (°C)  | 3,1  | 4,6  | 10,0  | 16,2  | 22,0  | 26,7 | 29,5  | 28,7  | 24,5 | 18,5 | 12,2  | 5,8  | 4,5      | 16,1     | 28,3     | 18,4     | 16,8    |
| T. media (°C)       | −0,2 | 0,8  | 5,7   | 11,3  | 17,0  | 22,0 | 24,8  | 24,1  | 20,1 | 14,1 | 8,6   | 2,5  | 1,0      | 11,3     | 23,6     | 14,3     | 12,6    |
| T. min. media (°C)  | −3,7 | −2,8 | 1,5   | 6,5   | 12,0  | 17,2 | 20,2  | 19,6  | 15,6 | 9,8  | 5,0   | −0,7 | −2,4     | 6,7      | 19,0     | 10,1     | 8,4     |
| Precipitazioni (mm) | 86,8 | 83,0 | 103,6 | 106,6 | 112,2 | 93,2 | 110,4 | 101,8 | 98,8 | 90,4 | 113,5 | 99,3 | 269,1    | 322,4    | 305,4    | 302,7    | 1 199,6 |

## Monumenti e luoghi d'interesse

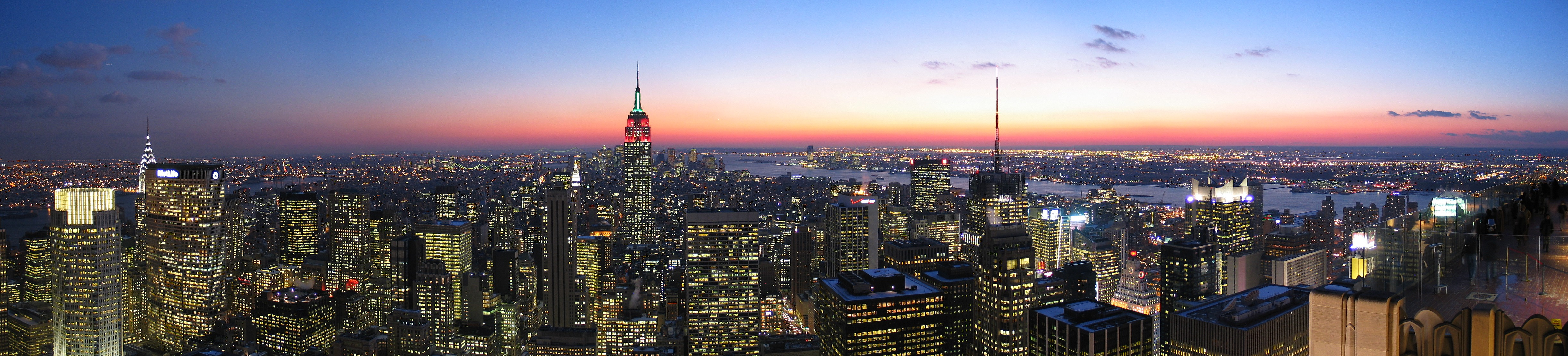
Manhattan, vista della parte sud dal Rockefeller Center

### Architettura civile

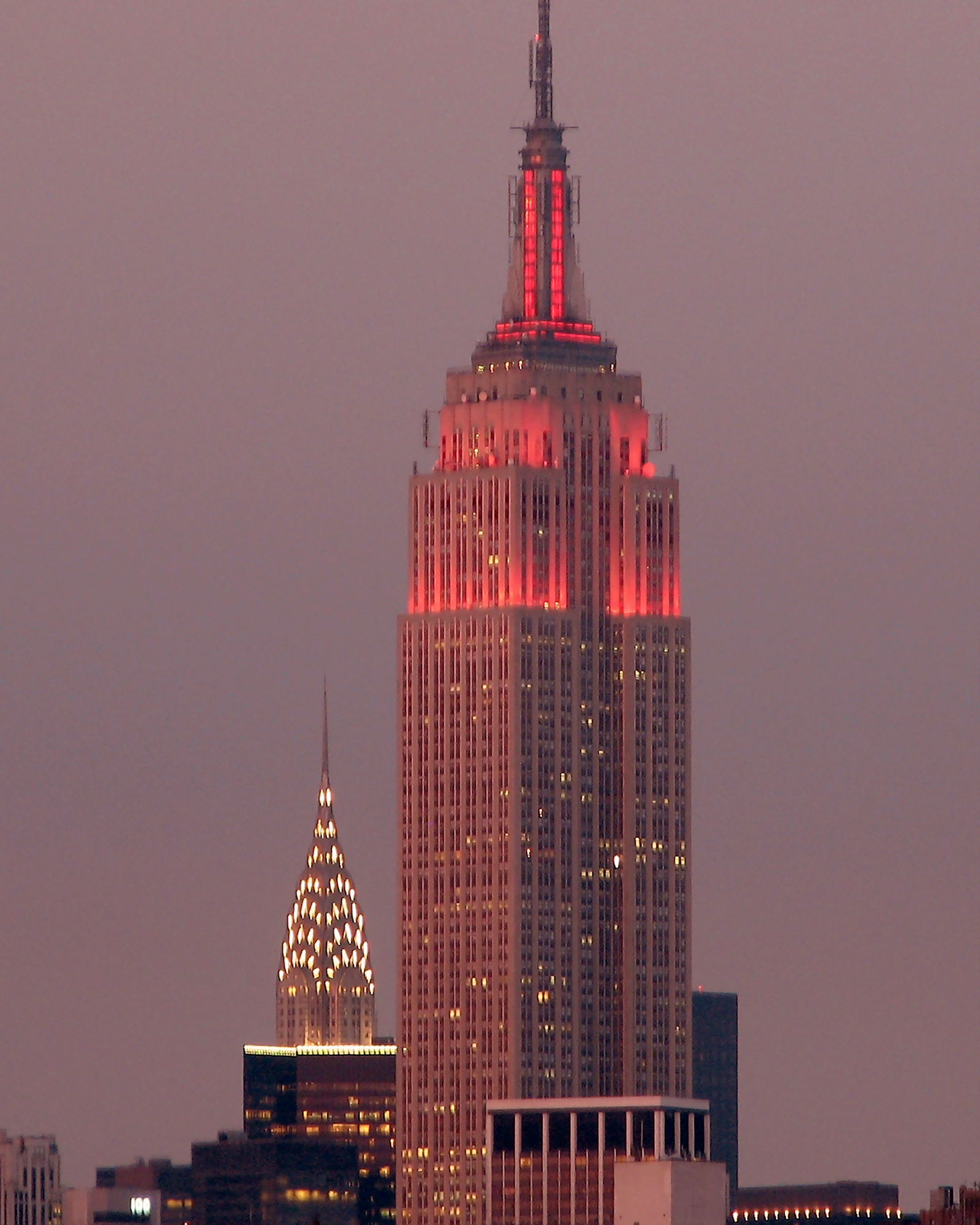
L'Empire State Building e sullo sfondo, il Chrysler Building, costruiti in stile Art déco

New York possiede edifici architettonicamente degni di nota, disegnati in una vasta gamma di stili e progettati in tempi che vanno dal 1656, data a cui risale la più antica parte della città, fino al moderno One World Trade Center, il grattacielo costruito a Ground Zero a Lower Manhattan.
La Skyline di Manhattan, con i suoi grattacieli, è universalmente riconosciuta e la città è la sede di molti degli edifici più alti del mondo. Al 2011, New York possedeva 5 937 grattacieli, di cui 550 strutture completate di almeno 100 metri di altezza - secondo posto al mondo dopo Hong Kong - e più di 50 grattacieli completati più alti di 200 m. Questi ultimi includono il Woolworth Building (1913), un grattacielo costruito in architettura neogotica.
La pianificazione urbanistica del 1916 pose una battuta di arresto nelle nuove costruzioni, al fine di evitare che i troppi grattacieli oscurassero le strade sottostanti. Lo stile Art déco del Chrysler Building (1930) e dell'Empire State Building (1931), con le loro cime e guglie coniche in acciaio, riflette i requisiti di tale regolamento. I due edifici presentano ornamenti distintivi, come le aquile poste agli angoli del 61º piano del Chrysler Building e vengono considerati alcuni dei migliori esempi di stile Art Deco.
I grandi quartieri residenziali di New York sono spesso caratterizzati da eleganti case a schiera in mattoni, piccoli condomini e squallide case popolari edificate tra il 1870 e il 1930, un periodo di rapida espansione. Tuttavia, New York possiede anche dei quartieri meno densamente popolati e dotati di abitazioni singole. In quartieri come Riverdale, The Bronx, Ditmas Park, Brooklyn, Douglaston, Queens, vi sono grandi case unifamiliari in vari stili architettonici come il Tudor revival e l'architettura vittoriana.
La pietra e i mattoni divennero gli unici materiali da costruzione della città, dopo che l'uso del legno era stato limitato in seguito al grande incendio del 1835. Una caratteristica peculiare di molti degli edifici della città sono le torri contenenti acqua poste sui tetti. Nel 1800, la città richiese la loro installazione sugli edifici superiori ai sei piani per evitare che la necessità di una pressione dell'acqua troppo elevate, potesse rompere, ai piani più bassi, i tubi comunali.

### Architetture religiose

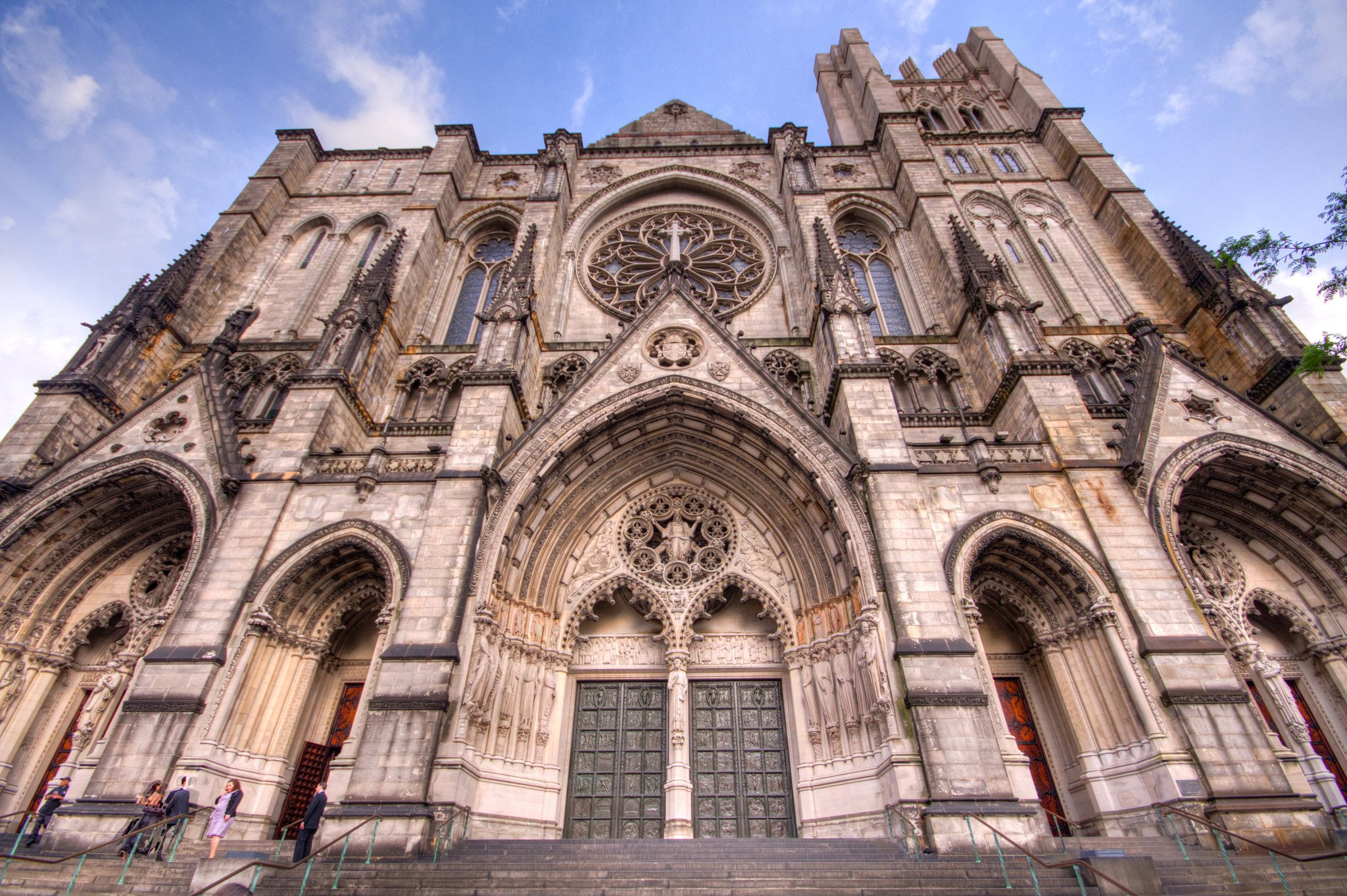
Facciata della cattedrale di Saint John the Divine

A dominare l'architettura dei complessi religiosi è l'architettura neogotica, stile con cui sono costruite le tre più importanti e conosciute chiese della città. La più celebre è la cattedrale di San Patrizio sulla fifth avenue, è la cattedrale cattolica di New York e rappresenta una della maggiori testimonianze della presenza irlandese nella zona; famosa è la sua situazione urbanistica incastonata tra i grattacieli, da cui deriva parte della sua notorietà. Altra cattedrale della città, appartenente alla chiesa episcopale, è la cattedrale di Saint John the Divine costruita sul modello delle cattedrali gotiche francesi, la sua costruzione va avanti a fasi alterne da più di cento anni: secondo alcune fonti sarebbe la chiesa gotica più grande al mondo. La Trinity Church, ricostruita in forme neogotiche a metà dell'Ottocento su una chiesa preesistente, al momento del suo completamento con il suo campanile rappresentava l'edificio più alto della città; infine la chiesa ospita l'ultimo cimitero rimasto in uso a Manhattan.
Oltre alle decine di chiese minori presenti nella città, si possono citare la Saint Paul's Chapel, uno dei pochi edifici di epoca coloniale rimasti nella città, la Grace Church, benché fuori dai comuni circuiti turistici è considerata uno dei migliori esempi di architettura neogotica sacra della città, e Saint George's Episcopal Church in stile neoromanico, che fu di importanza fondamentale nella diffusione del Gospel nella liturgia delle comunità afroamericane.

### Parchi

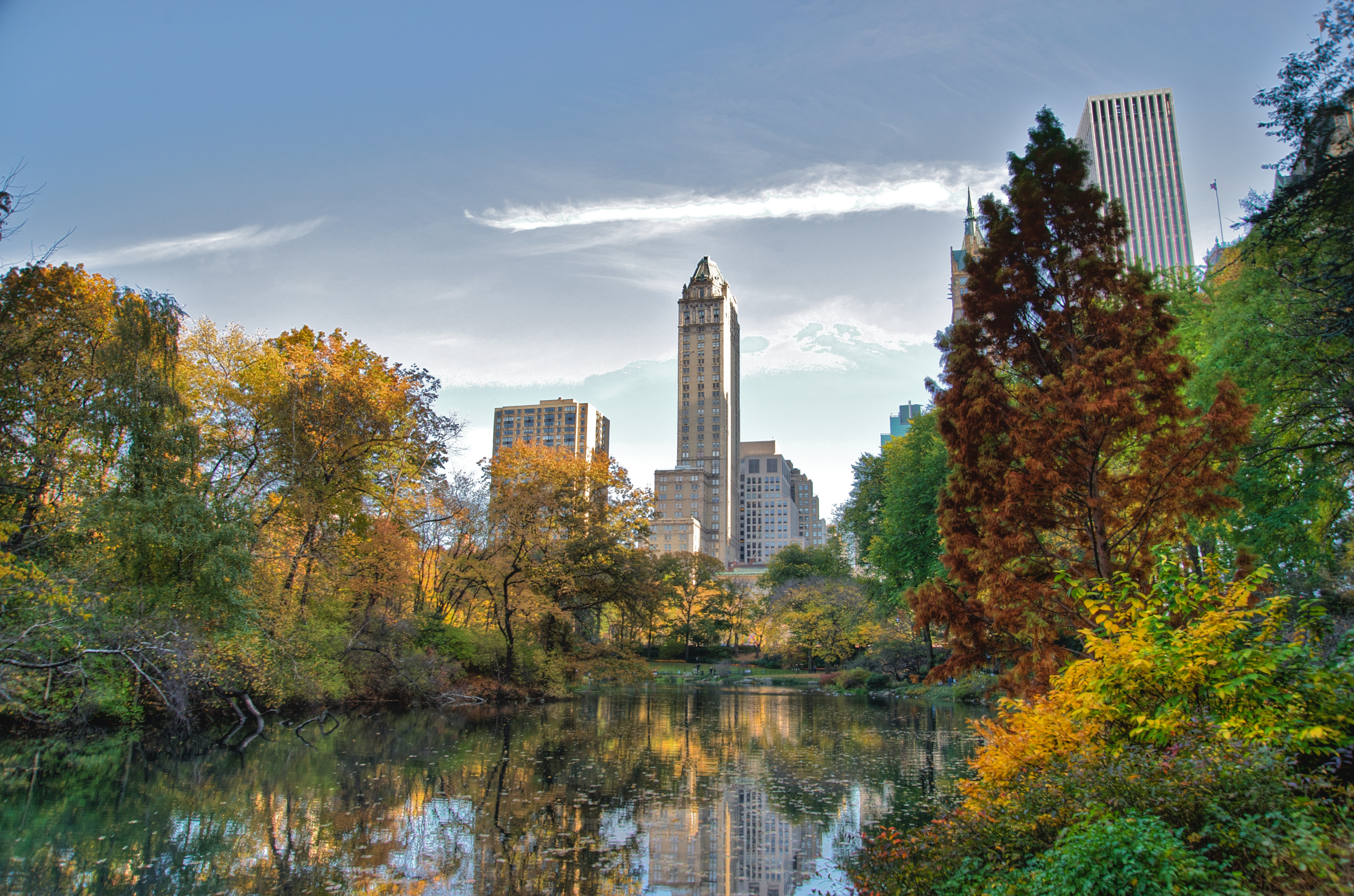
Central Park

A dispetto della fama di "giungla urbana" di New York, la città è ricca di parchi e aree naturali: il 27% della superficie totale della città è occupata da parchi pubblici, campi da gioco, riserve naturali, spiagge e campi da golf e sport di altro genere, a cui però vanno aggiunti anche stadi, cimiteri e parchi divertimento.
Benché non sia il più grande della città, il parco più conosciuto è sicuramente Central Park, diventato ormai un'icona della città al pari di Times Square o dell'Empire State Building, e spesso inquadrato nei numerosi telefilm ambientati a Manhattan. Esteso per 840 acri, fu il primo parco pubblico negli Stati Uniti ed è uno dei luoghi più visitati della città, con stimati ogni anno più di 25 milioni di visitatori; il parco contiene inoltre numerose attrazioni come uno zoo, un finto castello, un anfiteatro, oltre che numerosi campi da baseball e basket e vari laghi artificiali. Il 4 novembre 2012, a seguito della cancellazione dell'edizione annuale della Maratona di New York 2012, circa 20 000 maratoneti hanno invaso il parco cittadino dando vita ad una corsa benefica, in favore degli abitanti di Staten Island colpiti dalla furia dell'uragano Sandy. Altri celebri parchi, benché decisamente più piccoli sono Bryant Park che funge da giardino di lettura della New York Public Library, Battery Park, da dove partono i traghetti per la Statua della Libertà, e Washington Square Park, celebre per l'arco di trionfo dedicato a George Washington e per i gruppi di artisti di strada che si esibiscono all'interno: nessuno dei parchi si estende per più di 20 acri.
Al di fuori di Manhattan si trovano i parchi più grandi della città, come Pelham Bay Park, che con i suoi 11,2 chilometri quadrati (circa 2700 acri) è il più grande parco della città, con un'estensione circa grande tre volte Central Park; nel borough di Staten Island si trova invece la Staten Island Greenbelt, insieme di parchi e strutture esteso complessivamente per 3000 acri.

## Società

### Evoluzione demografica
Abitanti censiti (migliaia)

### Etnie e minoranze straniere
| Evoluzione demografica | 2020  | 2010  | 1990  | 1970  | 1940  |
| ---------------------- | ----- | ----- | ----- | ----- | ----- |
| bianchi europei        | 30,9% | 33,3% | 43,2% | 62,9% | 92,0% |
| afroamericani          | 20,2% | 25,5% | 28,7% | 21,1% | 6,1%  |
| ispanici               | 28,3% | 28,6% | 24,4% | 16,2% | 1,6%  |
| asiatici               | 15,6% | 12,7% | 7,0%  | 1,2%  | −     |

La popolazione di New York è tra le più variegate del mondo, sia dal punto di vista culturale che etnico. Da sempre una delle mete principali degli immigrati provenienti da ogni parte del mondo, il 36% degli abitanti della città è nato all'estero. Durante i primi tre decenni del secolo scorso, i giornalisti definivano New York la più grande città italiana del mondo poiché i residenti nati in Italia superavano numericamente quelli di tutte le altre metropoli del mondo: comprese Napoli e Milano, oltre San Paolo, Buenos Aires, Toronto, Sydney ecc., dove pure arrivavano migranti da ogni borgo d'Italia. Per quanto riguarda i cittadini nati all'estero residenti in città i seguenti paesi risultano ai primi posti: Repubblica Dominicana, Cina, Giamaica, Guyana, Messico, Ecuador, Italia, Haiti, Trinidad e Tobago, Colombia e Russia; in città si contano circa 170 differenti lingue parlate. Inoltre ha la più vasta comunità afroamericana degli Stati Uniti, la più numerosa comunità ebraica al di fuori di Israele e la più numerosa comunità portoricana al di fuori di Porto Rico. Numerosissimi immigrati anche da India, Pakistan, Bangladesh, Corea del Sud, Giappone, Filippine, Canada, El Salvador, Perù, Brasile, Irlanda, Ucraina, Germania, Grecia, Polonia, Inghilterra, Francia ecc. Negli ultimi anni nuove comunità si sono stabilite in città, come ad esempio quella australiana, la quale ha creato una Little Australia nel quartiere di Nolita a Manhattan. Nel 2011 ben 20 000 australiani risiedevano a NYC, rispetto ai 5 537 di soli sei anni prima (2005).
La popolazione, secondo il censimento del 2022, è così suddivisa
- bianchi di discendenze europee 31,2%
- ispanici 29,0%
- afroamericani 23,1%
- asiatici 14,5%
- nativi americani 0,1%
- due o più gruppi etnici 8,9%

Dal 2000 al 2010 la popolazione di New York è aumentata del 2,1%, le persone di discendenze europee (definiti "non-hispanic whites" nel censimento) sono diminuite del 3% (spostandosi dai quartieri centrali verso i paesi e le cittadine della periferia, o nel resto dello Stato, fenomeno noto come "White flight"), così come quella afroamericana del 5%. Sono aumentati invece i cittadini di origine asiatica e quelli di origine ispanica. Secondo i dati, dal 2018 al 2022 il 36,3% della popolazione newyorkese è nata all'estero e il 40% dei bambini è nato da genitori immigrati.
Secondo una stima del 2007 la popolazione bianca non ispanica ha le seguenti origini etniche:
- 8,2%  italiane
- 5,3%  irlandesi
- 3,2%  tedesche
- 3,0%  russe
- 2,8%  polacche
- 1,9%  inglesi
- 1,7%  albanesi

### Criminalità
Nel 2005 New York ha fatto registrare il più basso tasso di criminalità tra le 25 più grandi città degli Stati Uniti, dopo aver trascorso un periodo di picco della criminalità tra il 1980 e l'inizio del 1990, a causa dell'epidemia del crack che ha interessato molti quartieri. Nel 2002, New York ha avuto circa il tasso di criminalità di Provo, nello Utah, ed è stata classificata 197ª sulle 216 città degli Stati Uniti con una popolazione superiore ai 100 000 abitanti. I crimini violenti a New York sono diminuiti di oltre il 75% dal 1993 al 2005 e hanno continuato a diminuire anche nei periodi in cui la nazione, nel suo complesso, ha visto un aumento. Nel 2005, il tasso di omicidi era al suo livello più basso dal 1966, e nel 2007 la città ha registrato meno di 500 omicidi, la prima volta da quando le statistiche sulla criminalità avevano iniziato ad essere pubblicate nel 1963. Il 95,1% di tutte le vittime di omicidio e il 95,9% di tutte le vittime delle sparatorie di New York sono afroamericani o ispanici, come lo sono il 90,2% degli arrestati per omicidio e il 96,7% degli arrestati in generale.
I sociologi e criminologi non hanno raggiunto un consenso su ciò che spiega la forte diminuzione del tasso di criminalità nella città. Alcuni attribuiscono il fenomeno alle nuove tattiche usate dal New York City Police Department, tra cui l'uso della CompStat e la teoria delle finestre rotte. Altri sostengono che sia stata la fine dell'epidemia di crack e i cambiamenti demografici.
La criminalità organizzata è stata a lungo associata alla città di New York, a cominciare dai Forty Thieves e le Roach Guards di Five Points del 1820. Il XX secolo ha visto un aumento della mafia dominata dalle cinque famiglie che sono l'organizzazione criminale più grande e potente della città. Gang come i Black Spades sono cresciute nel tardo XX secolo. Già nel 1850, New York, registrava più di 200 guerre combattute in gran parte delle bande giovanili. Le bande più importanti di New York sono i Bloods, i Crips, i Latin Kings e gli MS-69

### Cucina
New York è una delle capitali mondiali anche in fatto di cibo, vantando una cucina influenzata da centinaia di culture diverse. Nei suoi cinque grandi distretti vi sono circa 100 000 ristoranti ed oltre 12 000 tra bodegas, groceries e delis, molti dei quali aperti 24 ore su 24, 7 giorni su 7.

## Cultura e vita contemporanea
(John Lennon)

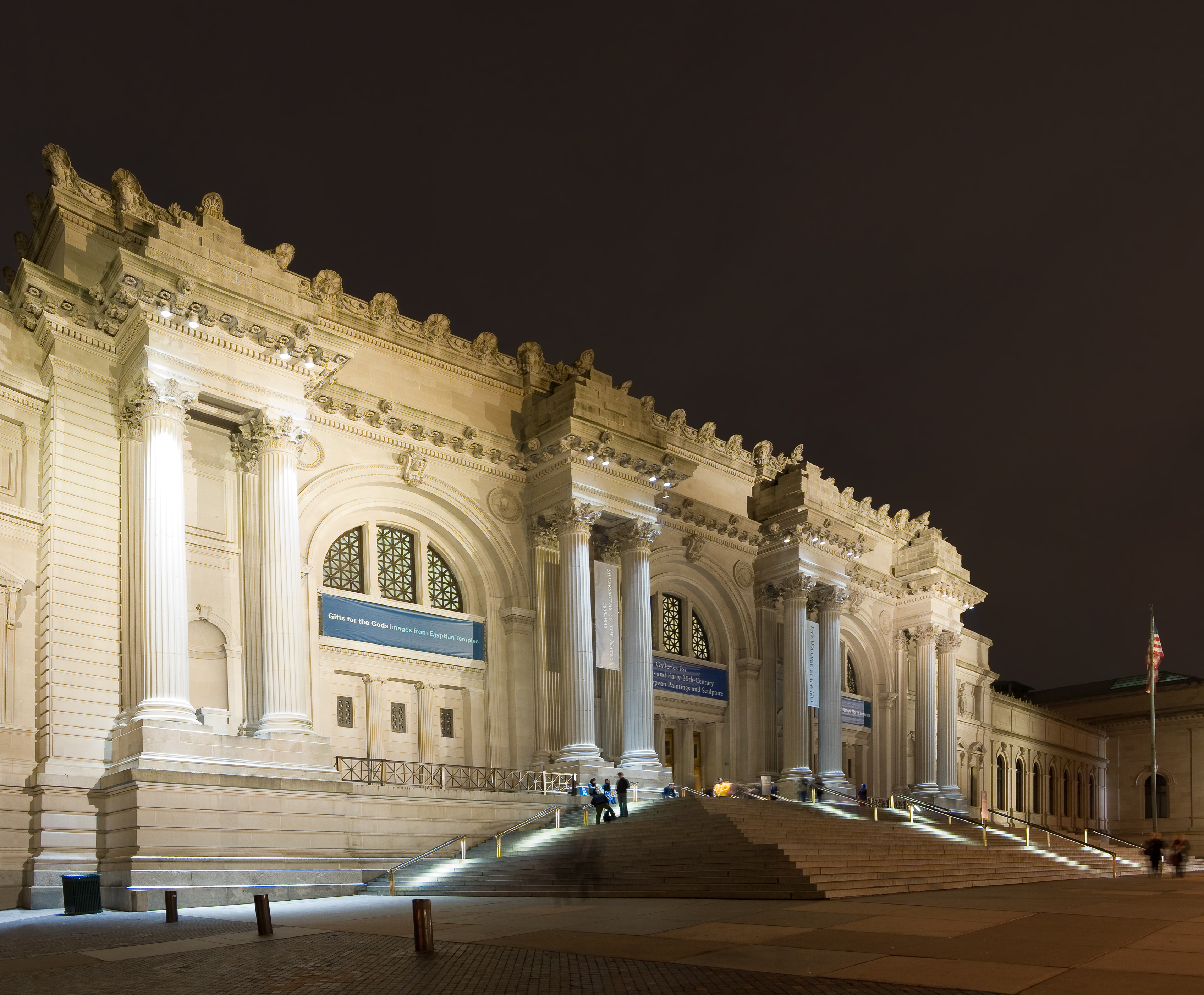
Il Metropolitan Museum of Art è uno dei più grandi musei del mondo

New York è stata descritta, dai consolati diplomatici islandesi e lettoni, come capitale culturale del mondo. Un libro che contiene una serie di saggi, dal titolo New York, la capitale della cultura del mondo (1940-1965), è stato pubblicato dalla National Library of Australia.
Tom Wolfe, riguardo all'ambiente culturale newyorkese, ha espresso un commento secondo cui: 
Numerosi movimenti culturali americani hanno avuto inizio in città, come ad esempio il Rinascimento di Harlem, che è stato riconosciuto nel canone letterario afro-americano statunitense. Negli anni quaranta la città è stata il centro del cosiddetto New York Jazz, per l'espressionismo astratto negli anni cinquanta, per il minimalismo e la pop art nei sessanta ed il luogo di nascita dell'hip hop un decennio più tardi. Fu inoltre proprio nelle discoteche della "Grande Mela" che iniziò l'epopea della disco music negli anni '70, ed in particolare nel celebre Studio 54 di Hell's Kitchen. La città è stata influente sulla musica punk 77 e hardcore punk e ha avuto per lungo tempo una fiorente crescita della letteratura ebraica americana.
Tra gli scrittori italiani che hanno scritto da e su New York, vanno ricordati almeno Lorenzo Da Ponte, Giuseppe Antonio Borgese, Giuseppe Prezzolini, Mario Soldati, Goffredo Parise, Italo Calvino e Alberto Arbasino.

### Istruzione
Le scuole pubbliche della città vengono gestite dal Consiglio di amministrazione della pubblica istruzione della Città di New York (New York City Department of Education, NYCDOE).
New York è sede di numerose università. La più celebre è la Columbia University, fondata nel 1754 e membro dell'Ivy League. Ma le altre università private della città sono comunque rinomate presso gli studenti di tutto il mondo. Così la University of New York, che ha diversi campus sparsi nella città è la più grande università privata degli Stati Uniti con più di 40 000 studenti, mentre la Fordham University è una delle università gesuitiche più celebri dell'East Coast. Nell'Upper East Side ha sede il campus della Rockefeller University, che offre solo corsi di dottorato e post-dottorato ed è considerato uno dei migliori istituti di ricerca biologica e medica al mondo.
Ma New York non conta solo sulle istituzioni private per assicurarsi una reputazione accademica: infatti la City of New York University è la più grande università comunale degli Stati Uniti, mentre il City College of New York, che ha sede nel quartiere di Harlem, è stimato per aver educato molti premi Nobel. Infine, nel campo delle arti la Cooper Union, fondata nel 1859, è uno degli istituti più selettivi al mondo.

### Società scientifiche
A New York ha sede l'accademia delle scienze dello stato di New York, la New York Academy of Sciences.

### Biblioteche
La New York Public Library è la terza più grande biblioteca dell'America del Nord. È gestita privatamente, da una associazione senza scopo di lucro con una missione pubblica, che opera sia con finanziamenti pubblici che privati.
La Morgan Library & Museum è nata come collezione privata del banchiere John Pierpont Morgan. Il figlio di Morgan, J.P. Morgan Jr, convertì la collezione in un'istituzione pubblica nel 1924. Conserva un patrimonio di manoscritti rari, stampe e libri tra i più preziosi del mondo.

### Musei
La città è ricca di musei e gallerie d'arte. Tra i più importanti musei del settore scientifico, storico e tecnico, troviamo il "Brooklyn Museum" e l'"Intrepid Sea-Air-Space Museum", quest'ultimo ospitato su un'autentica portaerei ormeggiata nella baia di Manhattan. L'"American Museum of Natural History" è uno dei più grandi musei di storia naturale del mondo. Disposto su cinque piani copre quasi interamente l'intera storia dell'umanità dall'età della pietra all'era spaziale. La collezione è così vasta che conta più di 30 milioni di campioni e reperti, tra cui lo Star of India (uno zaffiro da 563 carati) e molti scheletri di dinosauri.

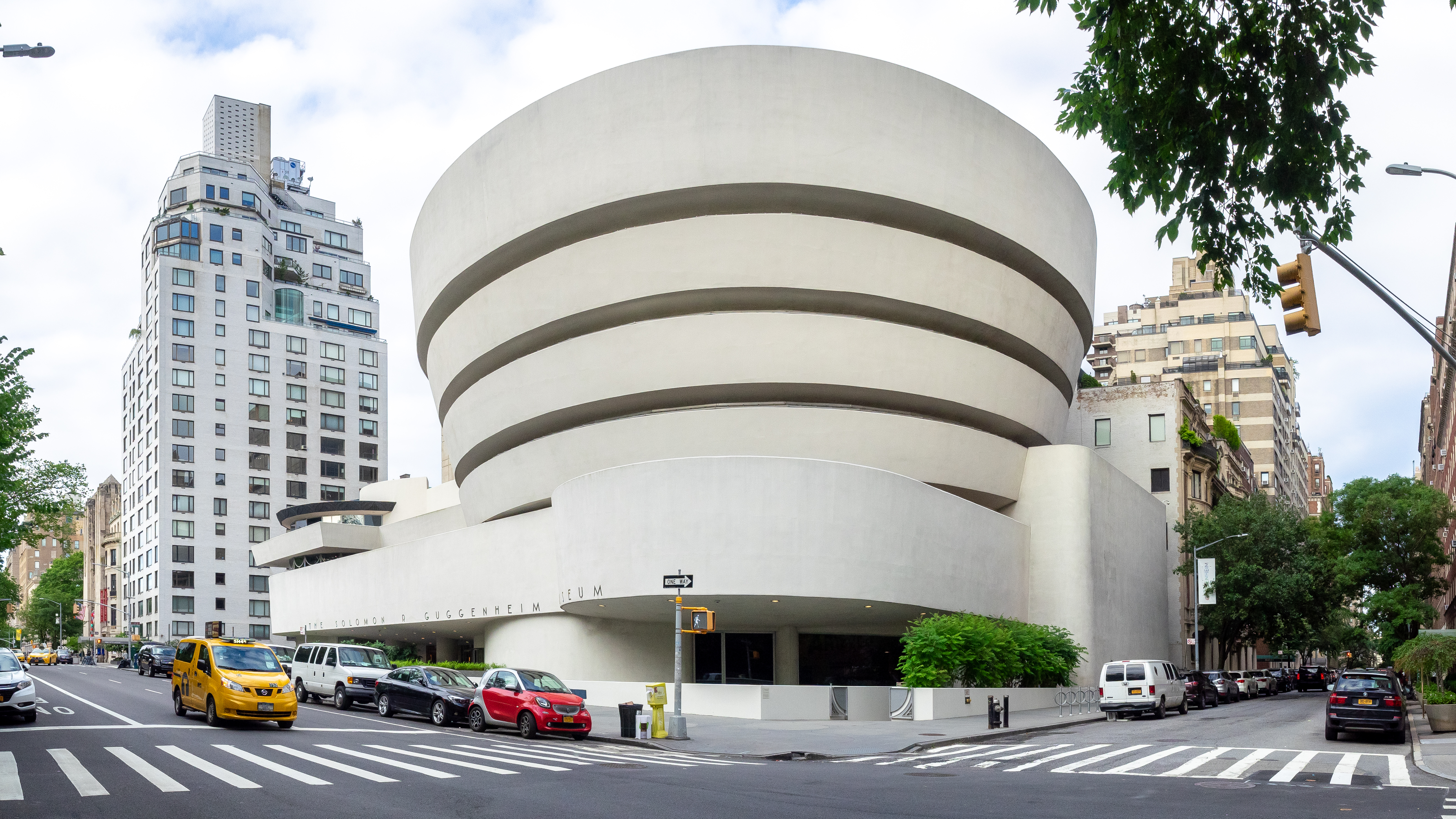
L'esterno del Museo Guggenheim

Tra i più noti musei d'arte e design, il "Metropolitan Museum of Art" (inaugurato nel 1880) espone oggetti d'arte che vanno dai reperti dell'antico Egitto all'arte moderna, mentre il "Museum of Modern Art" (chiamato MoMA e aperto nel 1929) è considerato il più grande museo al mondo di arte contemporanea ed è stato riaperto nel 2004 dopo un'ampia espansione.
Il "Museo Guggenheim" è ospitato in un edificio progettato dal famoso architetto Frank Lloyd Wright ed ha una forma che ricorda il guscio di una lumaca. È l'unico edificio di Lloyd Wright a New York ed è stato inaugurato nel 1959: espone una collezione di pittura e scultura contemporanee, inclusi lavori di Wassily Kandinsky, Pablo Picasso e Paul Klee.
Altri musei d'arte della città sono la "Frick Collection" (1935), il "Whitney Museum of American Art" (1931) e l'"International Center of Photography".
Non lontano da Liberty Island (l'isola che ospita la Statua della Libertà) vi è Ellis Island che è stato per anni il principale punto d'ingresso per gli immigranti che sbarcavano negli Stati Uniti. Nel 1990 fu oggetto di restauri che portarono all'apertura dell'"Ellis Island Immigration Museum".
Tra gli altri musei, si possono trovare in città: il "New York Botanical Garden", il "New York City Police Museum", il "New York City Fire Museum", il "New York Historical Society", il "Garibaldi-Meucci Museum" e il "New York Transit Museum".

### Teatri e musica

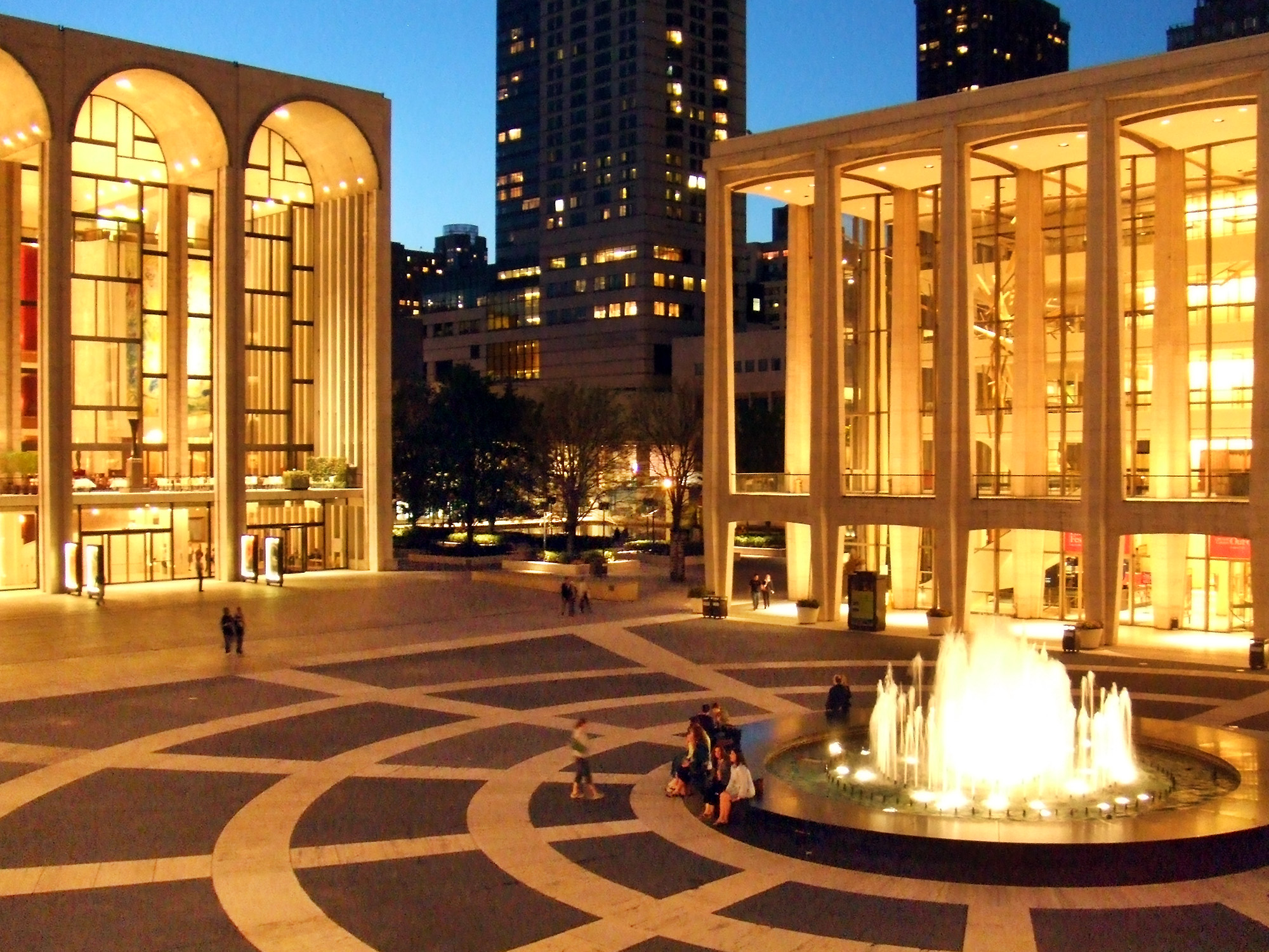
Lincoln Center for the Performing Arts

New York è in una posizione di primo piano nel settore dello spettacolo statunitense: molti film, serie televisive, libri e altri media nascono qui. New York è il secondo più grande centro per l'industria cinematografica negli Stati Uniti, e per volume, New York è il leader mondiale nella produzione cinematografica indipendente. La città conta più di 2 000 organizzazioni artistiche e culturali e oltre 500 gallerie d'arte di tutte le dimensioni.
I fondi stanziati dall'amministrazione della città per le arti sono superiori rispetto al National Endowment for the Arts. I ricchi industriali del XIX secolo hanno istituito una rete di importanti istituzioni culturali, come la famosa sala da concerto Carnegie Hall e il Metropolitan Museum of Art. L'avvento della luce elettrica ha portato a realizzare produzioni teatrali e nei teatri di New York, a Broadway e lungo la 42° strada, è iniziato un nuovo tipo di intrattenimento che divenne noto come il musical di Broadway. Fortemente influenzata dagli immigrati della città, produzioni come quelle di Edward Harrigan e George M. Cohan e altri hanno usato la musica per narrare i temi della speranza e ambizione. Tra i musical più di successo di tutti i tempi rappresentati a New York: Il Fantasma dell'Opera, Les Miserables, Cats e West Side Story.
La città ha 39 grandi teatri (con più di 500 posti ciascuno) e sono conosciuti collettivamente come "Broadway".
Il Lincoln Center for the Performing Arts ospita 12 importanti istituzioni artistiche, tra cui due teatri dell'opera, il famoso "Metropolitan" e il "New York State Theater" nel quale si esibiscono la "New York City Opera" e il "New York City Ballet", ospita inoltre l'"Avery Fisher Hall" in cui si esibisce la "New York Philharmonic Orchestra", e ancora il "Jazz at Lincoln Center", il "Vivian Beaumont Theatre", la "Juilliard School" e l'"Alice Tully Hall".
Il Rockfeller Center ospita invece il Radio City Music Hall, che è il più famoso music-hall newyorchese, dove si sono esibiti anche tanti cantanti e gruppi italiani. A Central Park si svolgono infine spettacoli estivi di prosa e musica gratuiti.

### Media

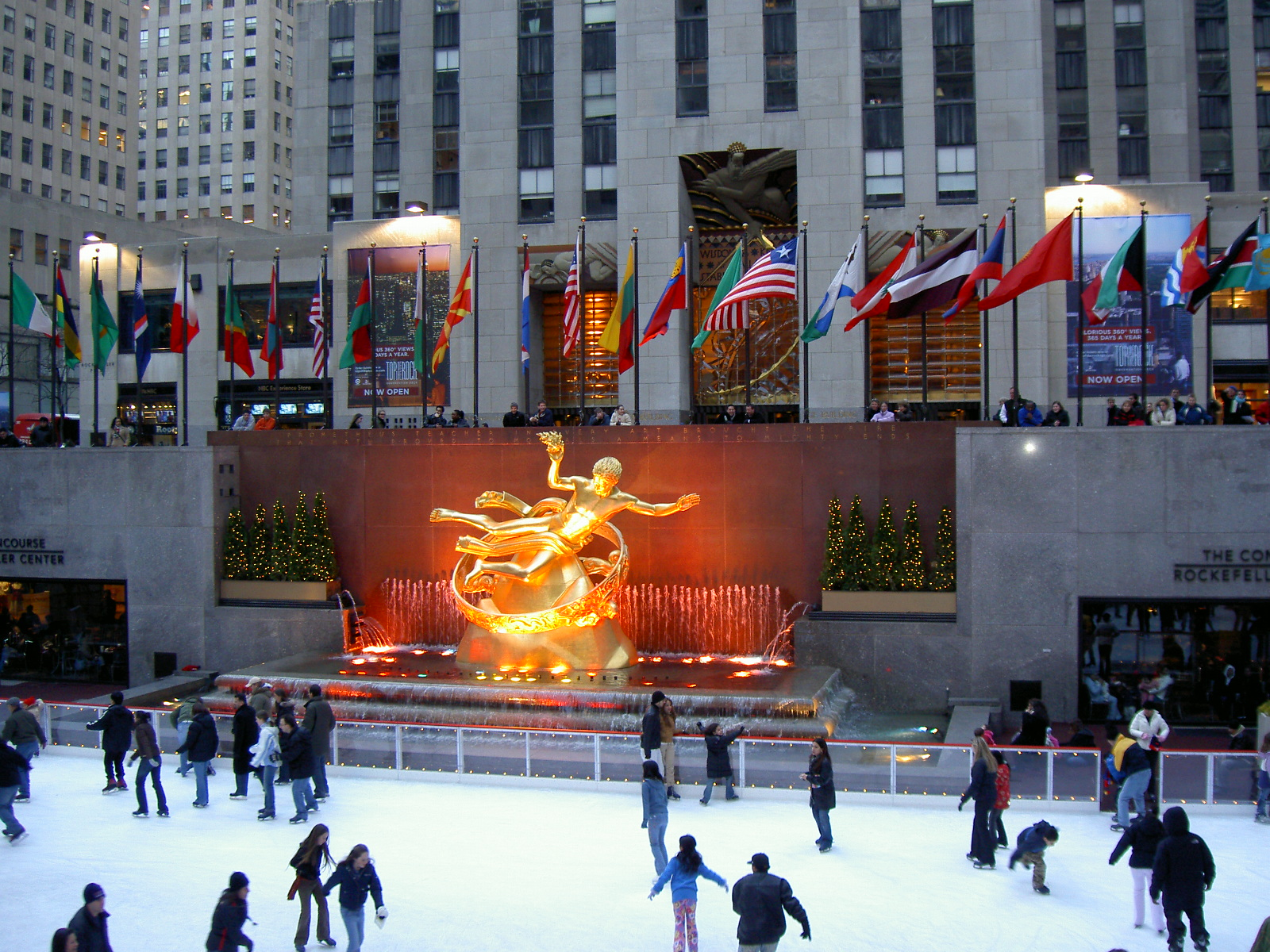
Il Rockfeller Center, sede della NBC

New York è un importante centro per la televisione, la pubblicità, l'editoria musicale, per il giornalismo per l'editoria, inoltre è il grande mercato dei media in Nord America (seguita da Los Angeles, Chicago e Toronto). Alcuni dei mezzi di comunicazione della città includono la Time Warner, la Thomson Reuters Corporation, l'Associated Press, la News Corporation, la The New York Times Company, l'NBCUniversal, la Hearst Corporation e la Viacom. Sette delle otto maggiori reti pubblicitarie mondiali hanno la loro sede in città. Due dei "Big Four" delle case discografiche sono localizzate a New York: la Sony Music Entertainment e la Warner Music Group. L'Universal Music Group e la EMI hanno anche uffici importanti a New York. Un terzo di tutti i film indipendenti americani vengono prodotti qui.
Più di 200 quotidiani e 350 riviste hanno un proprio ufficio in città e il settore dà lavoro a circa 25 000 persone. Due dei tre quotidiani a diffusione nazionale negli Stati Uniti sono di New York: il Wall Street Journal e il New York Times, che ha vinto il maggior numero di premi Pulitzer per il giornalismo. I principali giornali scandalistici della città sono: il New York Daily News, fondato nel 1919 da Joseph Medill Patterson e il The New York Post, fondato nel 1801 da Alexander Hamilton. La città ha anche una stampa etnica completa, con 270 giornali e riviste pubblicate in più di 40 lingue. El Diario La Prensa è il più grande quotidiano di New York in lingua spagnola e il più antico della nazione. Il New York Amsterdam News, pubblicato ad Harlem, è un importante giornale afro-americano. Il Village Voice è il più grande giornale alternativo.
Anche l'industria televisiva si è sviluppata a New York fornendo un importante ruolo nell'economia cittadina. Quattro importanti reti televisive hanno sede in città: ABC, CBS, Fox e NBC. Molti canali via cavo hanno qui sede come MTV, Fox News, HBO e Comedy Central. Nel 2005, ci sono stati più di 100 spettacoli televisivi registrati a New York. La città di New York, per mezzo della società NYC Media Group, gestisce un servizio pubblico di trasmissione, NYCTV, che ha prodotto diversi spettacoli vincitori di un Grammy Award, che coprono la musica e la cultura dei quartieri della città e notizie sulla amministrazione locale.
New York è anche un importante centro per i media non commerciali. Il più antico canale televisivo ad accesso pubblico negli Stati Uniti è Manhattan Neighborhood Network, fondato nel 1971. WNET è la principale emittente televisiva pubblica della città e una fonte primaria per il National Public Broadcasting Service (PBS). WNYC è una stazione radio pubblica, fino al 1997 di proprietà comunale, possiede il più vasto pubblico radiofonico negli Stati Uniti.

## Suddivisioni amministrative

### I cinqueBorough
1. Manhattan
     2. Brooklyn
     3. Queens
     4. The Bronx
     5. Staten Island
| I cinque distretti di New York                               | I cinque distretti di New York | I cinque distretti di New York | I cinque distretti di New York | I cinque distretti di New York | I cinque distretti di New York | I cinque distretti di New York | I cinque distretti di New York | I cinque distretti di New York |
| Giurisdizione                                                | Giurisdizione                  | Popolazione                    | PIL                            | PIL                            | Area calpestabile              | Area calpestabile              | Densità                        | Densità                        |
| Distretto                                                    | Contea                         | Censimento (2020)              | miliardi (US$)                 | pro capite (US$)               | miglia quadrate                | km quadrati                    | persone/mi²                    | persone/km²                    |
| ------------------------------------------------------------ | ------------------------------ | ------------------------------ | ------------------------------ | ------------------------------ | ------------------------------ | ------------------------------ | ------------------------------ | ------------------------------ |
| The Bronx                                                    | Bronx                          | 1 472 654                      | 28,787                         | 19 570                         | 42,10                          | 109,04                         | 34 653                         | 13 231                         |
| Brooklyn                                                     | Kings                          | 2 736 074                      | 63,303                         | 23 900                         | 70,82                          | 183,42                         | 37 137                         | 14 649                         |
| Manhattan                                                    | New York                       | 1 694 251                      | 629,682                        | 378 250                        | 22,83                          | 59,13                          | 72 033                         | 27 826                         |
| Queens                                                       | Queens                         | 2 405 464                      | 73,842                         | 31,310                         | 108,53                         | 281,09                         | 21 460                         | 8 354                          |
| Staten Island                                                | Richmond                       | 495 747                        | 11,249                         | 23 460                         | 58,37                          | 151,18                         | 8 112                          | 3 132                          |
| New York                                                     | New York                       | 8 804 190                      | 806,863                        | 93 574                         | 302,64                         | 783,83                         | 28 188                         | 10 947                         |
| Stato di New York                                            | Stato di New York              | 19 849 399                     | 1 547,116                      | 78 354                         | 47 214                         | 122 284                        | 416,4                          | 159                            |
| Fonte: consulta le voci che riguardano il singolo distretto. |                                |                                |                                |                                |                                |                                |                                |                                |

I cinque distretti di New York:
1. Manhattan
2. Brooklyn
3. Queens
4. The Bronx
5. Staten Island

La città di New York è divisa amministrativamente in cinque borghi coincidenti, a fini giudiziari, con altrettante contee. Ogni borough si divide poi in numerosi quartieri, molti dei quali con una ben definita identità.
Ecco la lista (i dati sulla popolazione sono aggiornati al 2020):
- Manhattan (contea di New York, 1 694 251 abitanti), è il centro culturale, amministrativo e degli affari. Manhattan è la zona più densamente popolata della città e ospita gran parte dei luoghi e degli edifici che la caratterizzano maggiormente. A Manhattan si trova, ad esempio, la maggior parte dei grattacieli newyorkesi. Da menzionare il celebre Central Park. A Manhattan è presente il quartiere di Harlem, l'unica zona con prevalenza afro-americana.
- Bronx (contea del Bronx, 1 472 654 abitanti), è l'unico distretto a trovarsi quasi interamente sulla terraferma (fanno eccezione alcune isole minori). È delimitato a est dal Long Island Sound, a sud dall'East River e a ovest dall'estuario del fiume Hudson. Associato a immagini di povertà e violenza (che non corrispondono del tutto alla realtà dei fatti), è abitato per la maggior parte da immigrati dall'America Latina e da loro discendenti, nonché da molti afro-americani. Non mancano, comunque, quartieri ad alto reddito, come Riverdale. Il Bronx è la culla della cultura hip hop e ospita lo stadio dei New York Yankees, lo Yankee Stadium.
- Brooklyn (contea di Kings, 2 736 074 abitanti) è il distretto più popolato. Fino al 1898 era una città indipendente e ha conservato forti caratteri propri. Dispone di un distretto finanziario e di molte aree residenziali, anche storiche.
- Queens (contea del Queens, 2 405 464 abitanti) è il distretto più esteso e la contea degli Stati Uniti più varia dal punto di vista etnico. Si affaccia a nord sul Long Island Sound. Prima di unirsi a New York, era composto da piccole città e villaggi, fondati dagli olandesi. Due dei maggiori aeroporti della città hanno sede a Queens: si tratta del LaGuardia e del John F. Kennedy International. Nel Queens era situato il leggendario Shea Stadium.
- Staten Island (contea di Richmond, 495 747 abitanti) è un distretto dal carattere residenziale. Questo distretto è caratterizzato dal fatto di avere la più grande popolazione di italoamericani della città, formatasi dopo un periodo di migrazione da Brooklyn e Manhattan (i distretti noti per le popolazioni storiche di italiani).

In ciascun distretto viene eletto un presidente, che però oggi non ha più grandi poteri esecutivi, quasi tutti trasferiti al sindaco di New York da una sentenza giudiziaria della fine XX secolo che dichiarò incostituzionale, per violazione del principio di uguaglianza dei cittadini, il precedente assetto che dava ugual peso nell'amministrazione cittadina ad ogni borgo tramite la soppressa Giunta degli estimati della città di New York, creata nel 1898 per rispettare l'autonomia dei borghi come ex comuni indipendenti.

## Economia

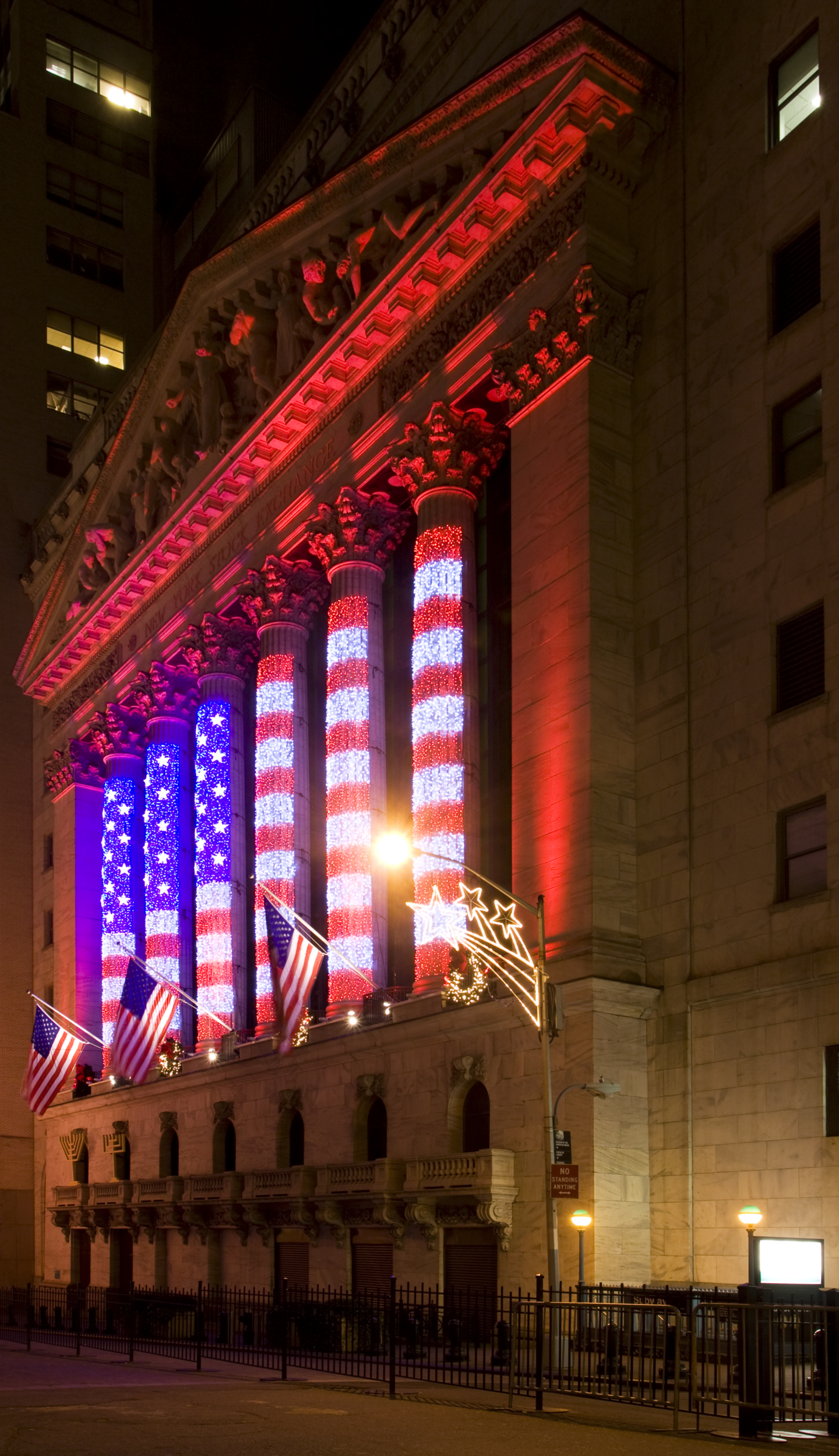
La borsa di New York (New York Stock Exchange) a Wall Street

New York è l'unica città Alpha ++ al mondo oltre a Londra, cioè una delle città guida dell'economia mondiale. New York da sola genera un prodotto interno lordo di 1300 miliardi di dollari, il più alto tra le grandi città degli Stati Uniti.
Banche, attività finanziarie, assicurazioni, società di revisione contabile, agenzie immobiliari e studi legali sono i principali pilastri dell'economia cittadina. I mercati borsistici cittadini (New York Stock Exchange detto "Wall Street" dal nome della via in cui ha sede, il NASDAQ, l'American Stock Exchange, il New York Mercantile Exchange e la New York Board of Trade), ne fanno indubbiamente la più importante piazza borsistica del mondo. Molte delle maggiori banche d'affari mondiali hanno sede in città (ad es. Citigroup, Goldman Sachs, J.P. Morgan Chase, Merrill Lynch).
Il nome della strada dove ha sede la Borsa, Wall Street ("strada del muro"), risale alla colonizzazione, quando gli olandesi, per difendersi dagli attacchi dei nativi americani, eressero un muro in prossimità della strada.
Aveva la sua sede nel World Financial Center anche la società finanziaria Lehman Brothers, andata in bancarotta il 15 settembre 2008 durante la crisi economica mondiale denominata "Crisi dei subprime".
Hanno sede a New York anche numerose multinazionali operanti in tutti i settori produttivi. Oltre ad essere la città che ospita il maggior numero di corporations della lista Fortune 500, il numero di aziende estere che operano a New York non ha eguali negli Stati Uniti.
L'industria manifatturiera occupa una notevole percentuale della popolazione attiva, ma il suo ruolo è declinante. I settori principali sono la chimica, la metallurgia, l'abbigliamento, l'alimentare ed i mobili.
Anche il porto di New York, un tempo il più importante del mondo, ha subito un netto declino, sebbene le banchine (negli ultimi decenni per la maggior parte spostate da Brooklyn al New Jersey) conoscano un certo traffico e siano al quindicesimo posto nel mondo come movimento merci.
Un ruolo economico importante è svolto anche dall'industria culturale: hanno sede a New York studi televisivi (ABC, CBS, NBC) e cinematografici (per quanto in misura decisamente inferiore rispetto a Los Angeles), oltre a numerosi gruppi editoriali (ad es. McGraw-Hill, The New York Times Company, Time Warner).
I settori "creativi" (design, studi d'architettura, moda) come quelli legati all'alta tecnologia ed alla ricerca (soprattutto medica) costituiscono un altro settore in rapida crescita.

### Turismo

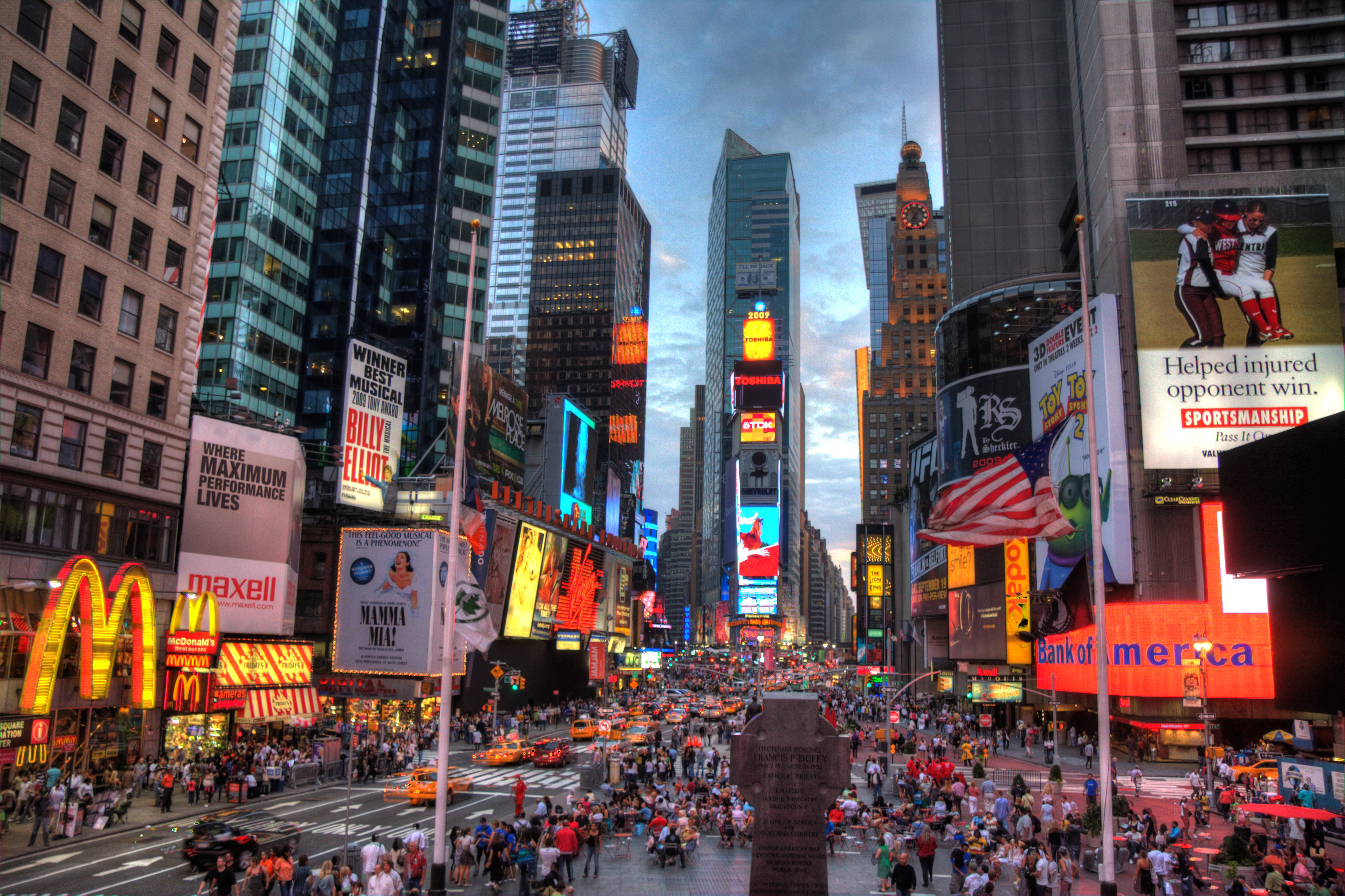
Times Square, uno dei luoghi più visitati dai turisti

Il turismo è uno dei settori più importanti della città di New York, con più di 55 milioni di turisti tra nazionali e internazionali in visita ogni anno, negli ultimi cinque anni.
Le principali destinazioni sono l'Empire State Building, la Statua della Libertà, Ellis Island, i teatri di Broadway, musei come il Metropolitan Museum of Art, spazi verdi come Central Park, il Rockefeller Center, Times Square, la Chinatown di Manhattan; lo shopping di lusso lungo la Quinta Strada e la Madison Avenue ed eventi come la parata di Halloween nel Greenwich Village e la parata di San Patrizio. Alcune attività stagionali, come il pattinaggio su ghiaccio a Central Park in inverno, il Tribeca Film Festival, sono ulteriori eventi che attirano persone in città.
Nel 2010, New York ha ricevuto quasi 49 milioni di turisti, record successivamente superato nel 2011 con 50 milioni di visitatori.

## Infrastrutture e trasporti

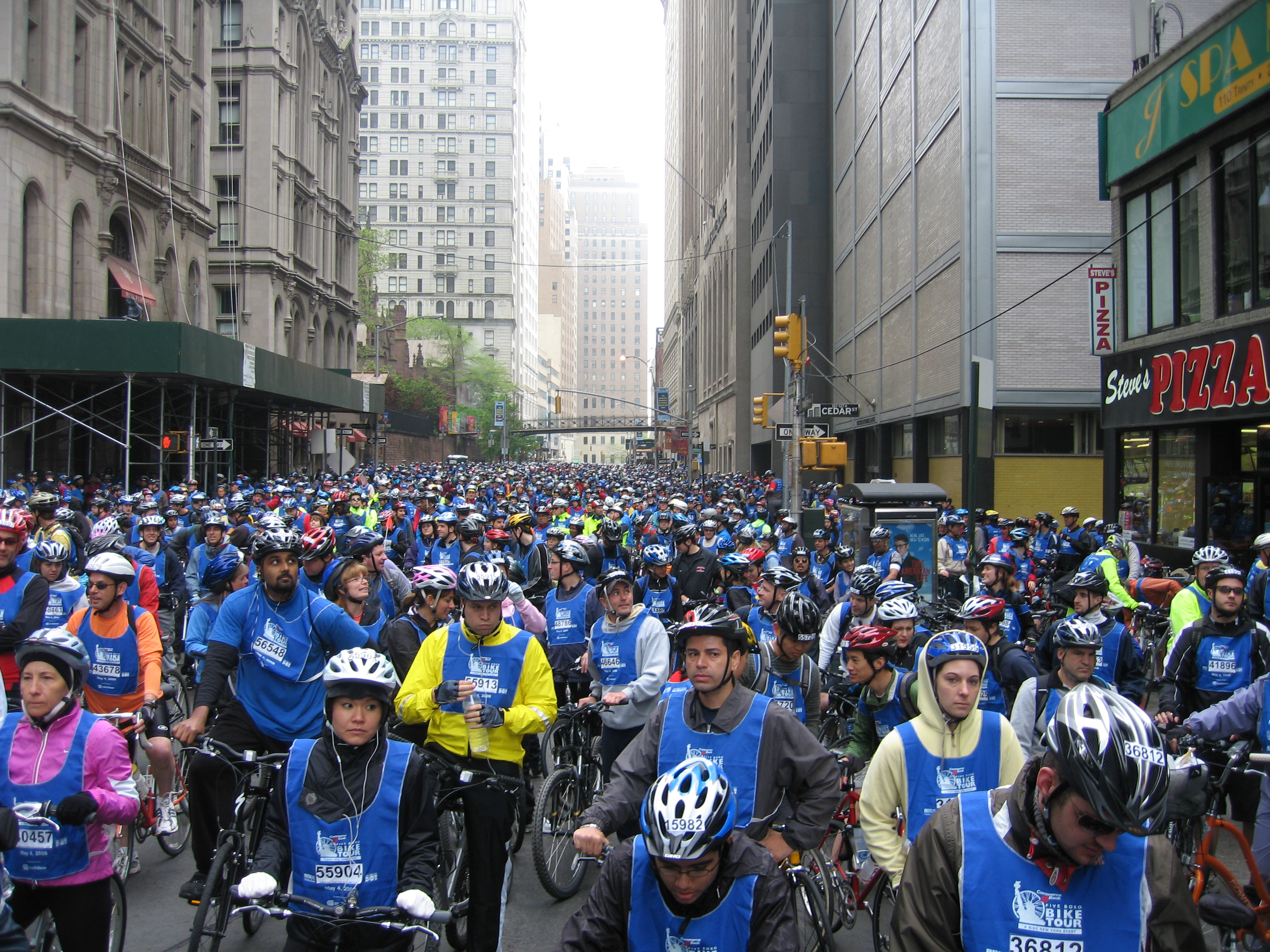
Ciclisti partecipanti alla Five Boro Bike Tour sulla griglia di partenza

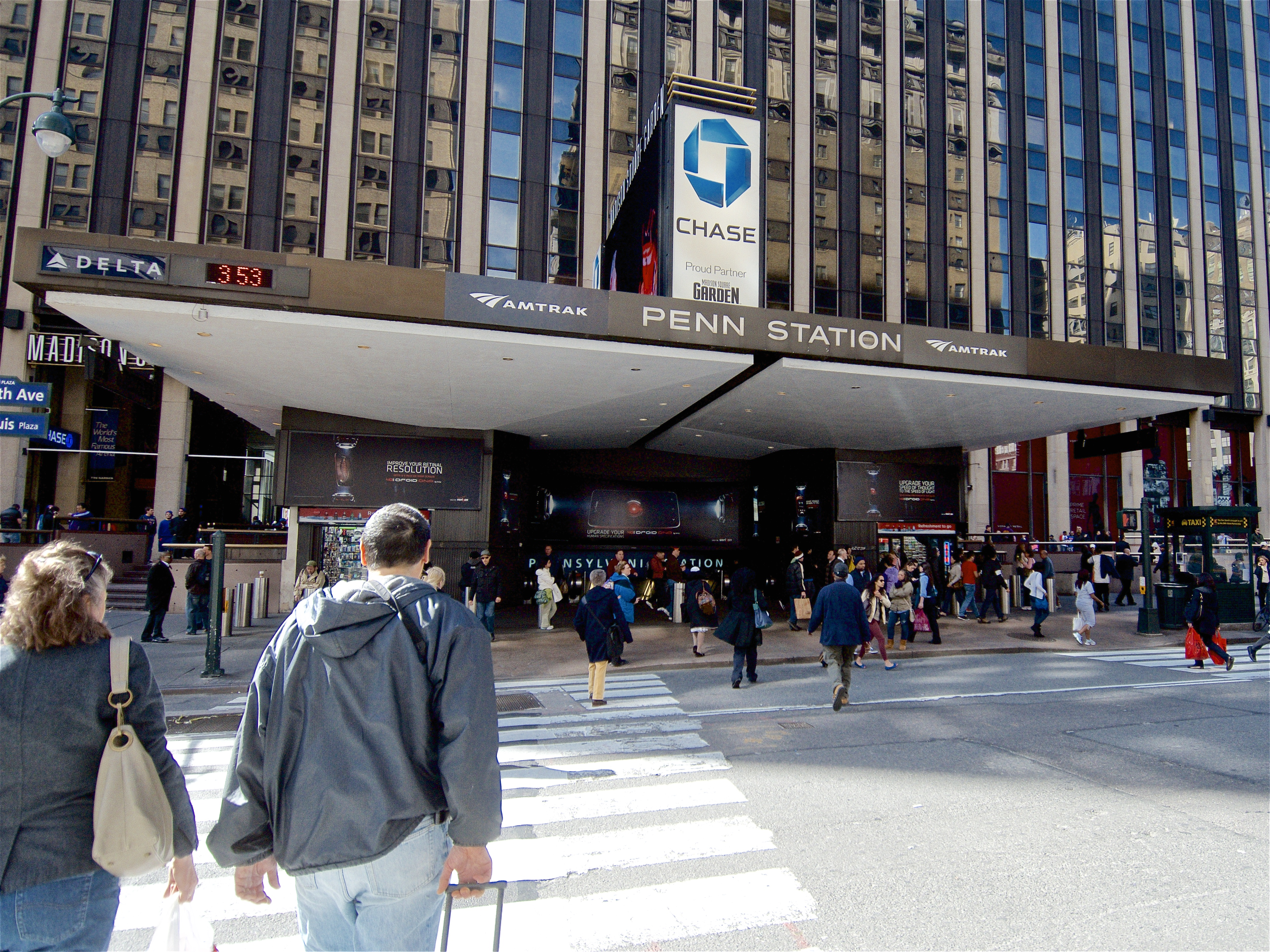
L'ingresso della Penn Station

### Trasporto privato: auto, biciclette e bici-taxi
New York e i suoi distretti sono legati da una fitta rete di superstrade e parkways. Poiché queste strade servono milioni di residenti e pendolari è abbastanza comune agli automobilisti di essere bloccati in ingorghi stradali per ore, specialmente nelle ore di punta.
Inoltre è stimato che circa 200 000 persone si muovano a New York tramite bici-taxi e biciclette. New York infatti dispone di più di 680 km di piste ciclabili, dislocate maggiormente nei ponti dell'East River e nella Manhattan Waterfront Greenway.
Infine proprio per pubblicizzare l'uso di mezzi ecologici, a New York si tiene il Five Boro Bike Tour con un percorso di 68 km attraverso i distretti della città.
A differenza di gran parte delle aree urbane statunitensi, la maggior parte degli abitanti di New York utilizza i mezzi pubblici anziché le automobili private; ciò è dovuto sia alla presenza di una buona ed efficiente rete di trasporto pubblico, sia grazie a disincentivi all'uso del mezzo privato, come gli elevati costi dei pedaggi e dei parcheggi e (come già accennato) il notevole traffico, soprattutto nelle ore di punta.
Celebri sono sicuramente i taxi di colore giallo, disponibili a tutte le ore del giorno e della notte. I prezzi di una corsa in taxi non sono particolarmente elevati.
Le principali stazioni ferroviarie di New York sono Grand Central Terminal e la Penn Station.

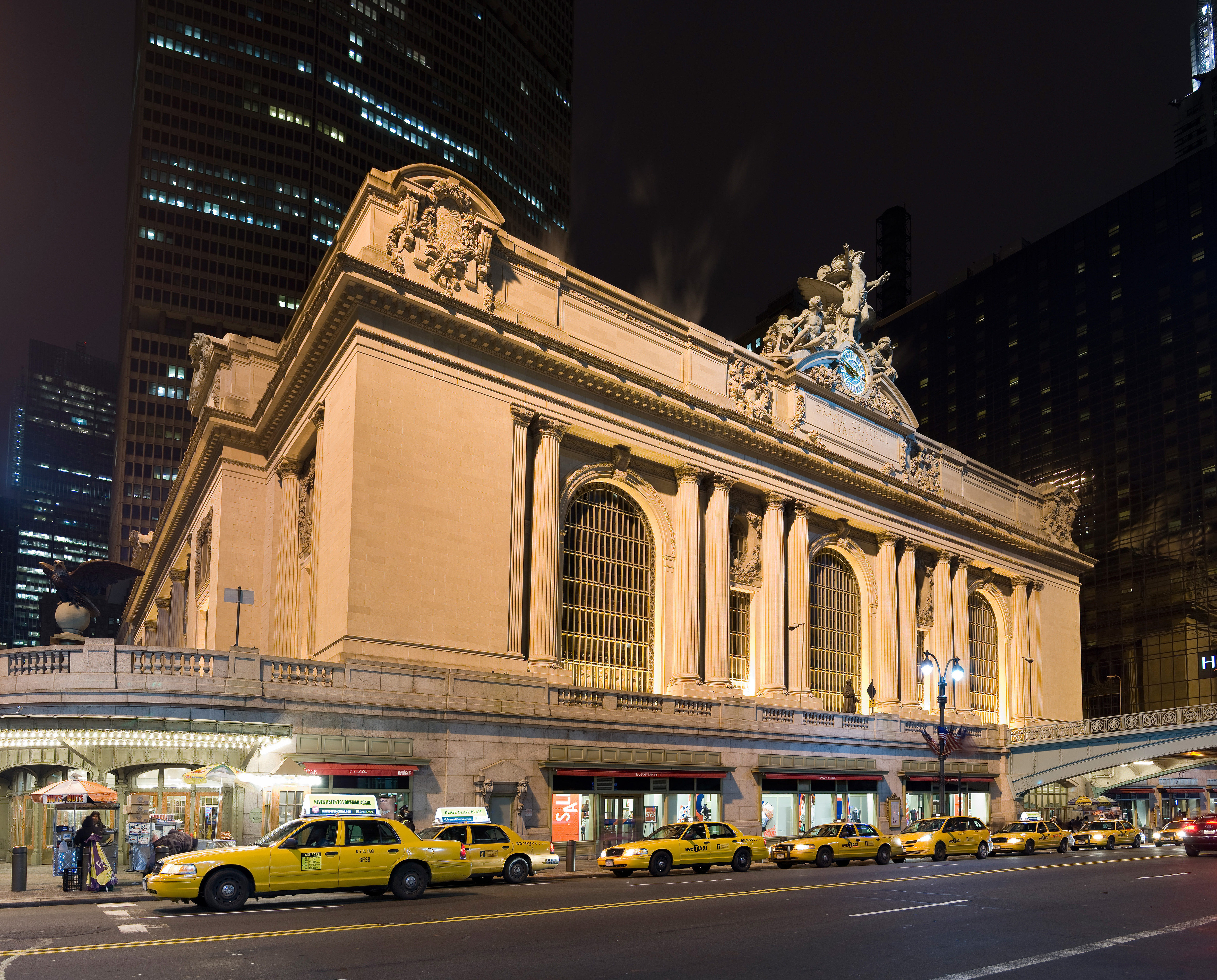
La Grand Central Terminal, vista notturna

### Aeroporti

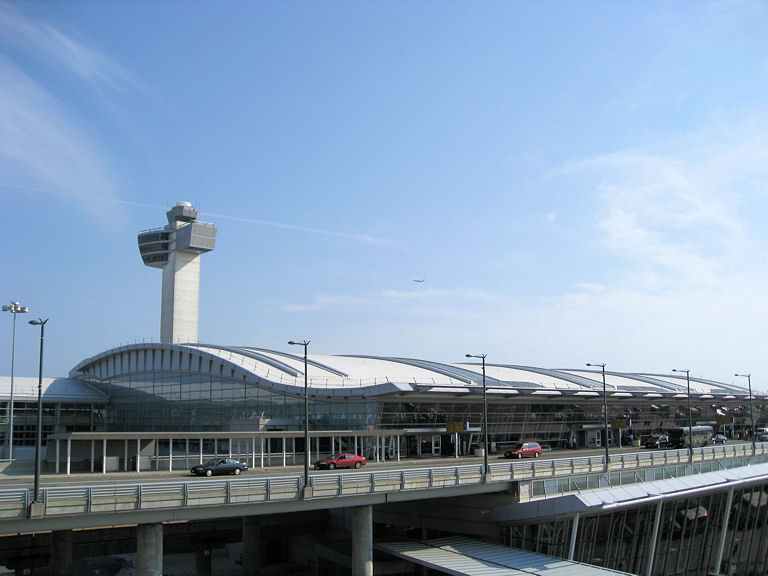
Terminal 4 dell'Aeroporto internazionale John F. Kennedy

New York dispone di tre importanti aeroporti: l'Aeroporto Internazionale John F. Kennedy (JFK), il principale scalo aeroportuale di New York, situato a Jamaica (nel Queens) e a 25 km da Manhattan; l’Aeroporto Internazionale di Newark (EWR), nello stato del New Jersey; e il Fiorello LaGuardia Airport (LGA), situato invece a Jackson Heights (nel Queens), usato quasi esclusivamente per voli nazionali. 
Anche Newark Liberty ha un sistema Airtrain che si collega alla stazione "Newark Airport" del treno (linee New Jersey Transit). Da lì si raggiunge Penn Station a Manhattan in circa 30 minuti.
Diverse linee di autobus e bus-navetta, infine, collegano i vari aeroporti a Midtown.
Altri aeroporti nella zona di New York sono l'Aeroporto di New York-Stewart (a 97 km) e l'Aeroporto di Long Island-MacArthur (ubicato 11 km a nordest dalla città di Islip).

### Mobilità urbana

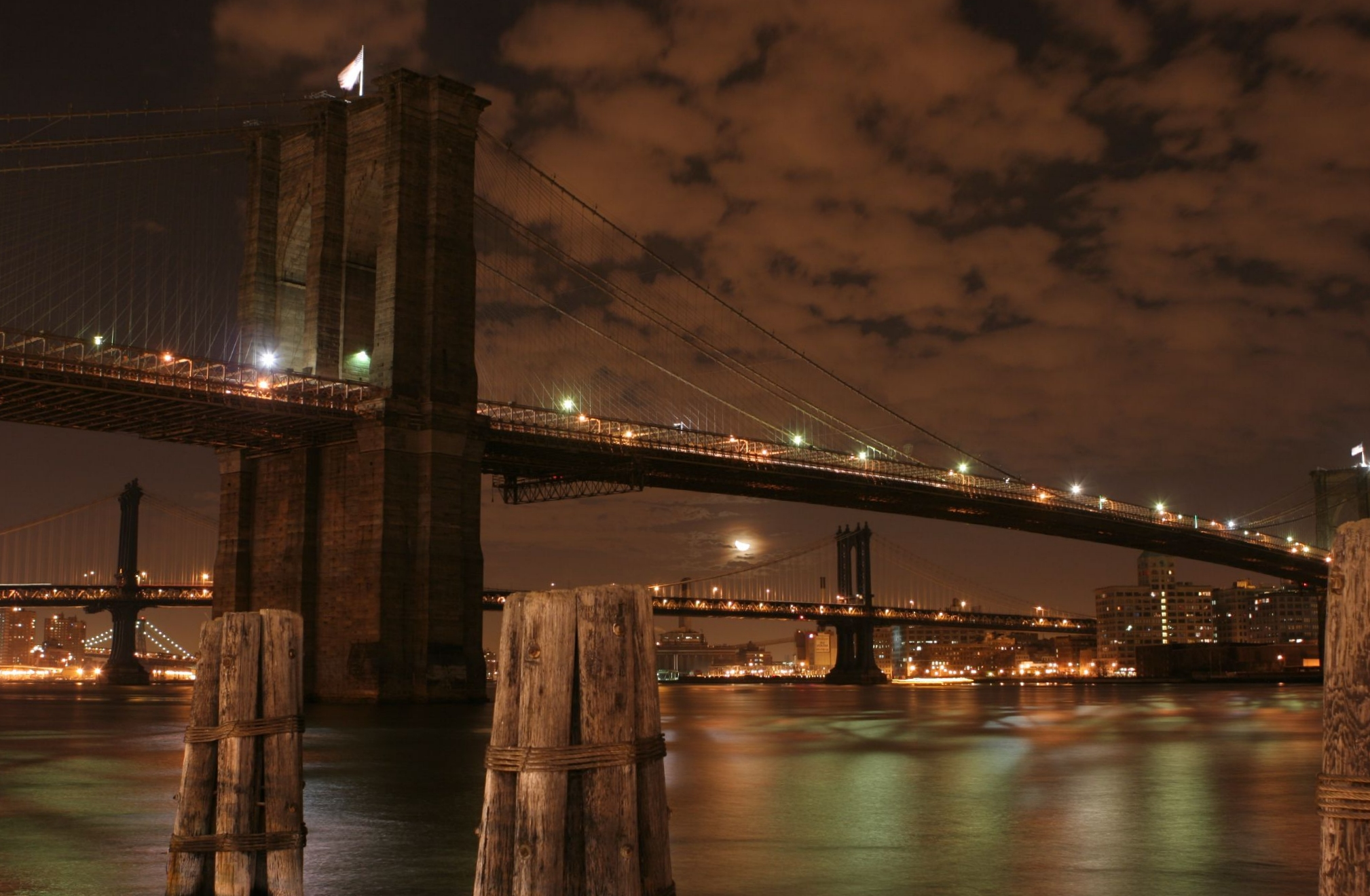
Il ponte di Brooklyn, di notte

Il sistema di trasporto locale è basato principalmente sulla metropolitana (subway), il mezzo più rapido ed efficiente per spostarsi in città. L'iconica Metropolitana Di New York è il più esteso e rapido sistema di metropolitane del mondo.
Grazie ad una rete di ferrovie e di autobus locali, poi, è possibile raggiungere diverse località, da Long Island al New Jersey al Connecticut e alla parte continentale dello Stato di New York. Queste linee sono gestite da diverse società, tra cui le più importanti sono:
- l'MTA (Metropolitan Transportation Authority), che fa capo principalmente alla città di New York e gestisce la metropolitana, la (Staten Island Railway) (anch'essa attiva 24 ore al giorno, 7 giorni alla settimana), gli autobus urbani e i treni verso Long Island (Long Island Rail Road) e verso Nord (Metro-North Railroad);
- la Port Authority of New York and New Jersey, sotto il controllo congiunto degli stati di New York e New Jersey, che gestisce il PATH (Port Authority Trans Hudson), la metropolitana extracittadina che collega Manhattan al New Jersey 24 ore ogni giorno, e diverse linee di autobus che convergono al Port Authority Bus Terminal, vicino a Times Square;
- la New Jersey Transit, società dello stato del New Jersey, che gestisce le linee ferroviarie che dal New Jersey terminano a Penn Station (New Jersey Transit Rail), oltre che a molte linee di autobus.

#### Metropolitana

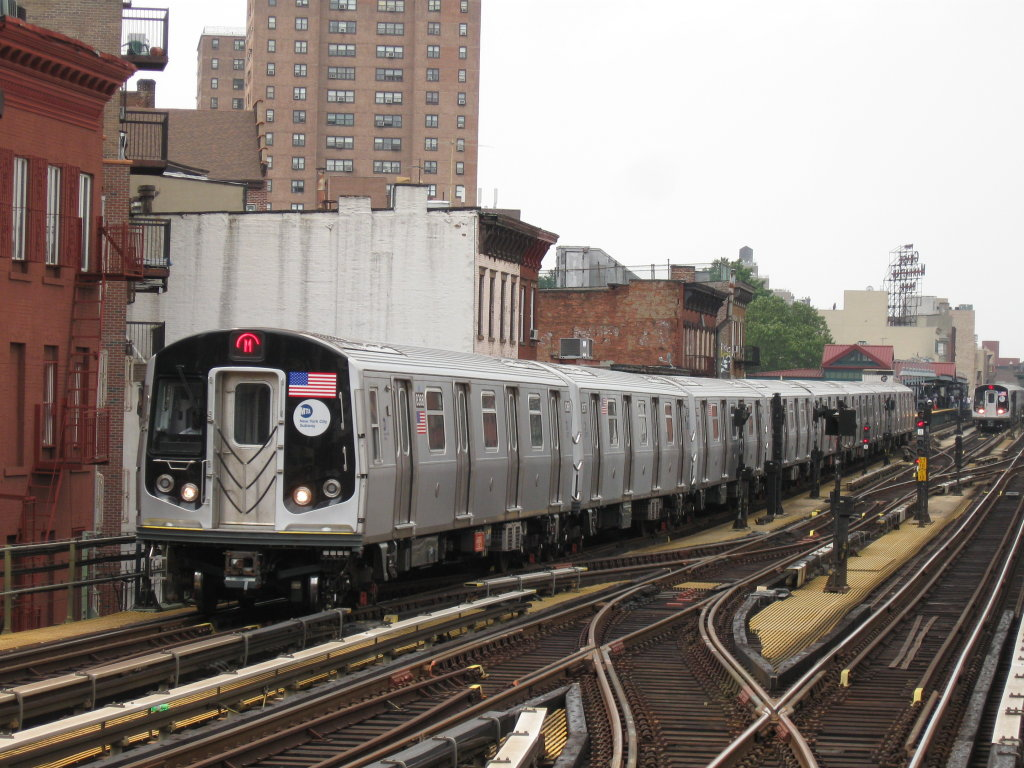
Un convoglio della metropolitana di New York

Il primo convoglio circolò il 27 ottobre 1904, conta più di 1142 km di rotaie, 25 linee, 472 stazioni e 6450 carrozze.
I convogli possono andare uptown, cioè verso nord, o downtown, cioè verso sud. Esistono due tipi di treno, i local, che si fermano ad ogni stazione e gli express che si fermano solo nelle stazioni più importanti. Alcuni treni operano come "local" in alcuni distretti e come "express" in altri (ad esempio il servizio F è local a Brooklyn e Manhattan, express nel Queens).
La metropolitana funziona 24 ore su 24, e le linee sono contraddistinte da lettere o numeri. Ad ogni fermata si possono trovare gratuitamente le cartine, che sono sorprendentemente di facile lettura, grazie ai colori con cui vengono differenziate tutte le linee. Le fermate locali vengono indicate con un cerchio nero, le fermate express con un cerchio bianco.
Sei milioni di persone usano la metropolitana ogni giorno, e le modifiche al percorso a causa di riparazioni sono molto frequenti.

#### Autobus

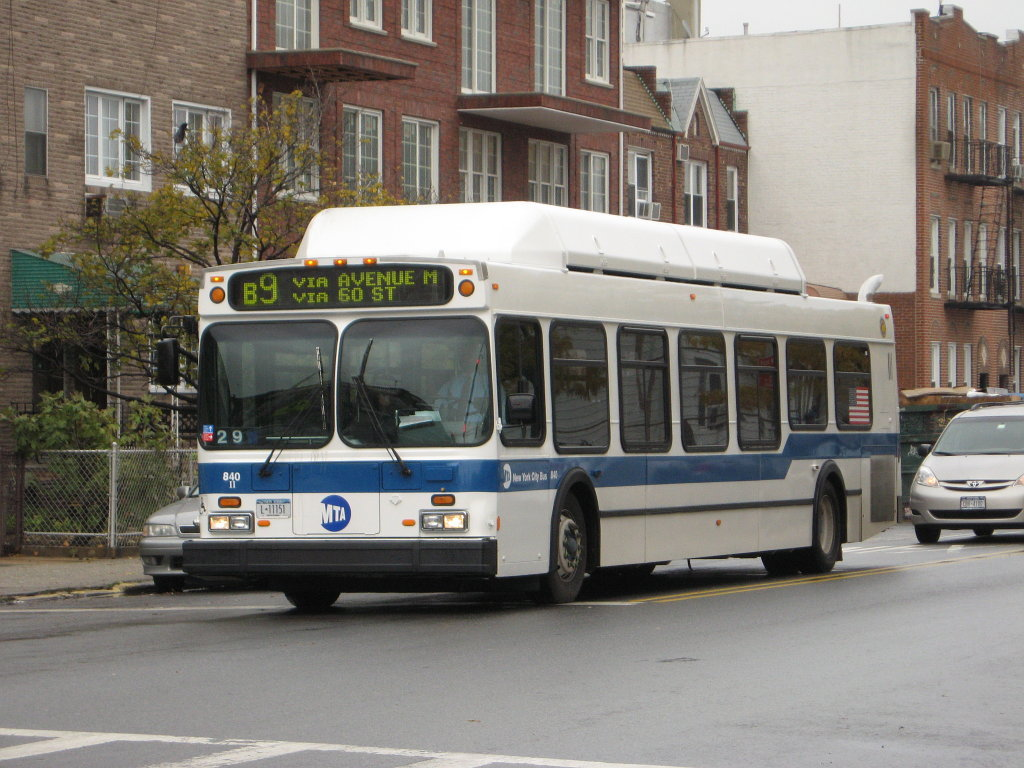
Un bus del MTA a New York

I percorsi degli autobus seguono le streets da est a ovest, e le avenues da nord a sud.
Per molti newyorkesi l’autobus non rientra tra le opportunità di trasporto, in quanto viene considerato un mezzo lento e inaffidabile, il cui unico scopo sia trasportare gli anziani.
In servizio 24 ore su 24, le fermate si trovano a intervalli di pochi isolati.
Per le corse suburbane, si parte dal Port Authority Bus Terminal.
Gli autobus indicati da una M vicino al numero, indicano che viaggia solo a Manhattan, B per Brooklyn, Q per Queens, Bx per Bronx e S per Staten Island.
Ci sono tre tipi di autobus: regular, che fermano ogni 2/3 isolati a intervalli di 5/10 minuti; limited stop, che si fermano a un quarto delle fermate dei regular; express, che costano di più, ma fanno poche fermate.
Le fermate sono indicate da linee gialle sul cordolo del marciapiede e da cartelli rossi e bianchi, ma dopo la mezzanotte si può chiedere al conducente di scendere in qualsiasi punto.
Tutti gli autobus sono equipaggiati con elevatore per le carrozzine.

#### Traghetti e trasporti navali

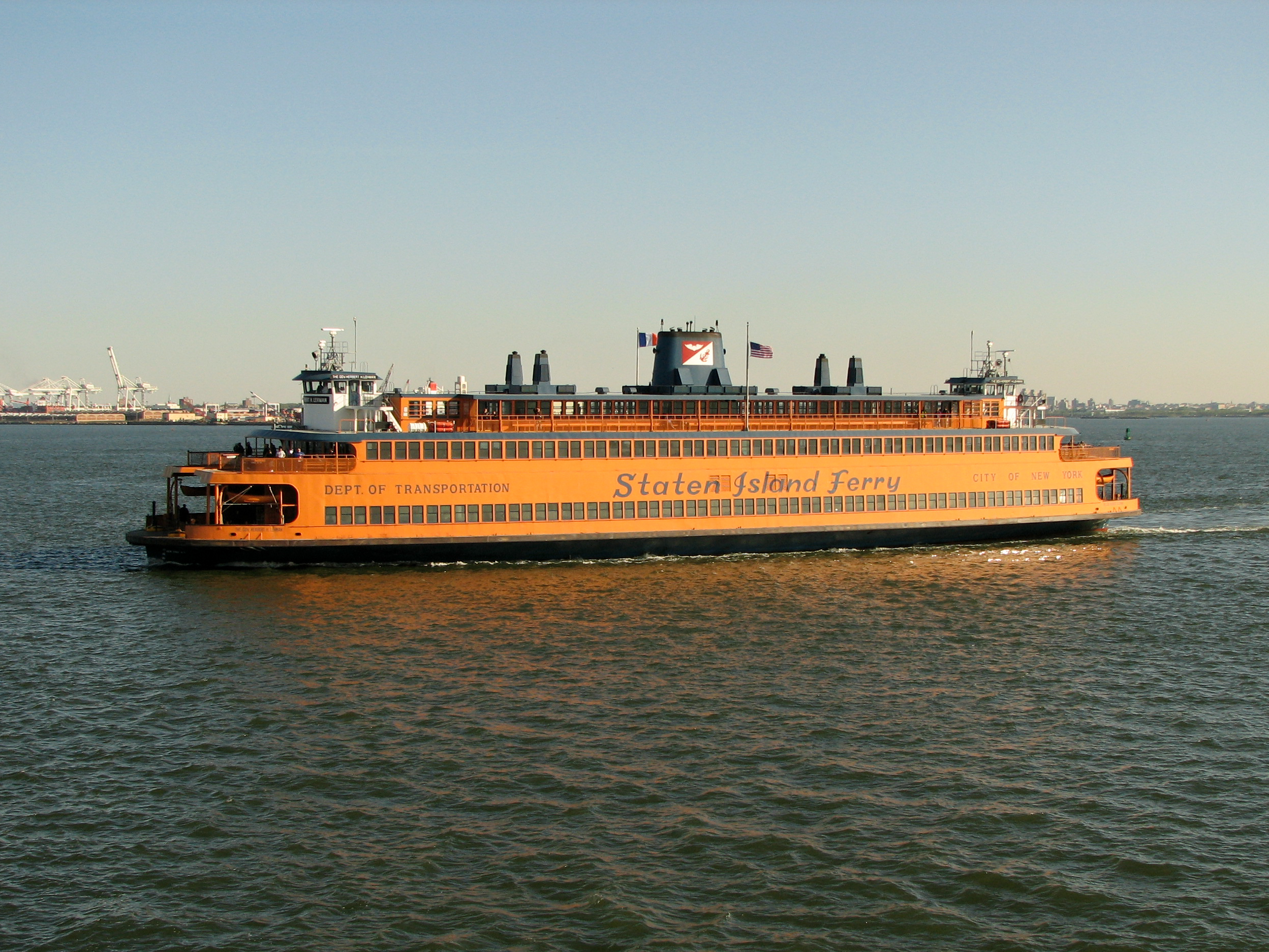
Un traghetto della Staten Island Ferry che collega Lower Manhattan a Staten Island

Il sistema dei trasporti terrestri, è poi integrato da una serie di molto economici traghetti (ferries), che collegano soprattutto Manhattan verso ovest allo Stato del New Jersey (attraversando il fiume Hudson) e verso sud a Staten Island (traghetto gratuito, in servizio 24 ore al giorno, che fornisce una buona vista della statua della Libertà e di Ellis Island).

#### Taxi

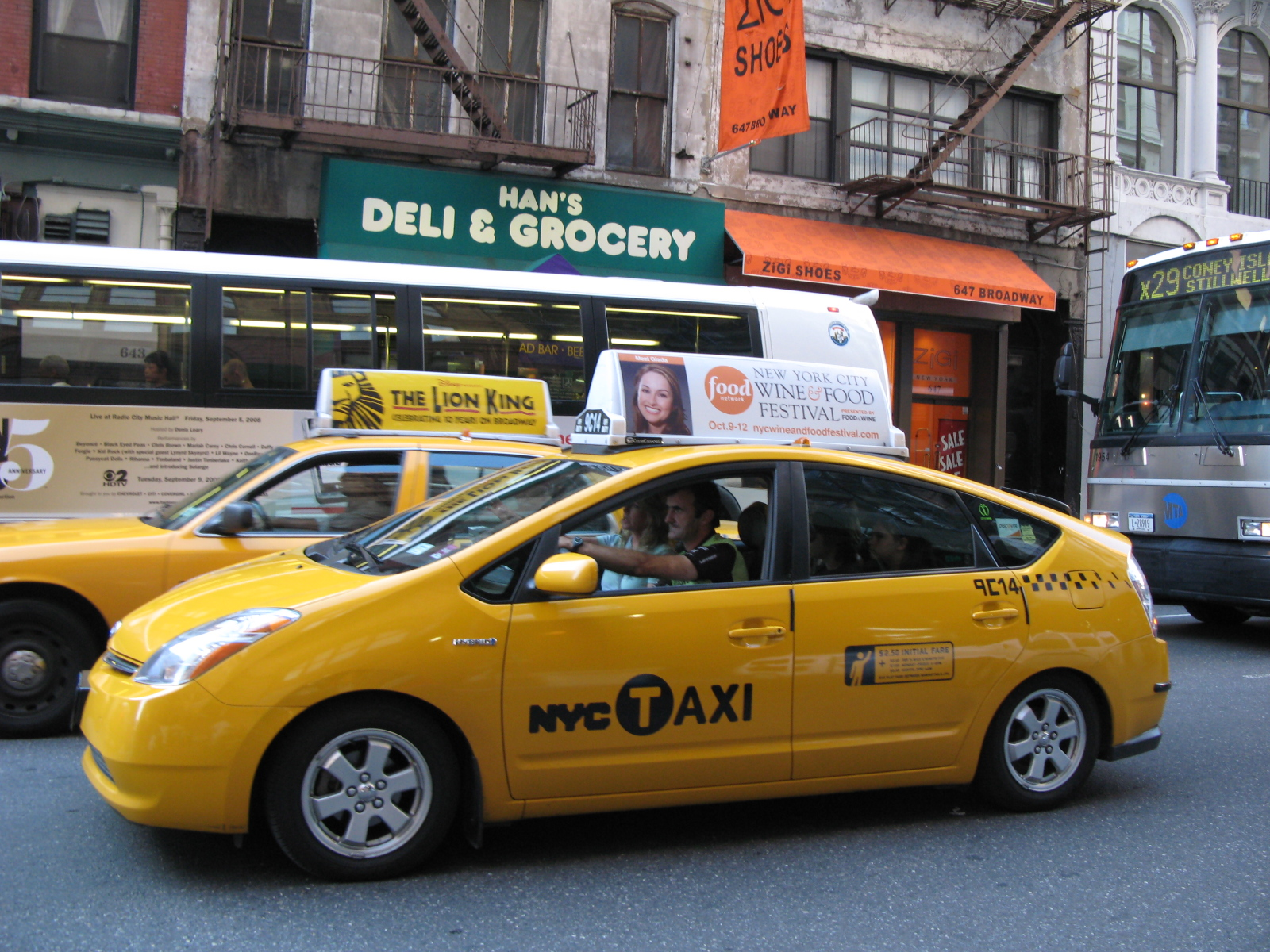
Un nuovo taxi ibrido

A Manhattan esistono i medallion cab, riconoscibili dalla carrozzeria gialla e dalla licenza. Solitamente, questi taxi hanno un cartellone pubblicitario sopra l'abitacolo. I taxi sono molto economici ma spesso erano altrettanto antiquati; è stata quindi avviata una politica di ammodernamento che, pur incontrando alcune difficoltà, ha reso New York la città nordamericana con il maggior numero di taxi a basso impatto ambientale, oltre 3000.

## Amministrazione

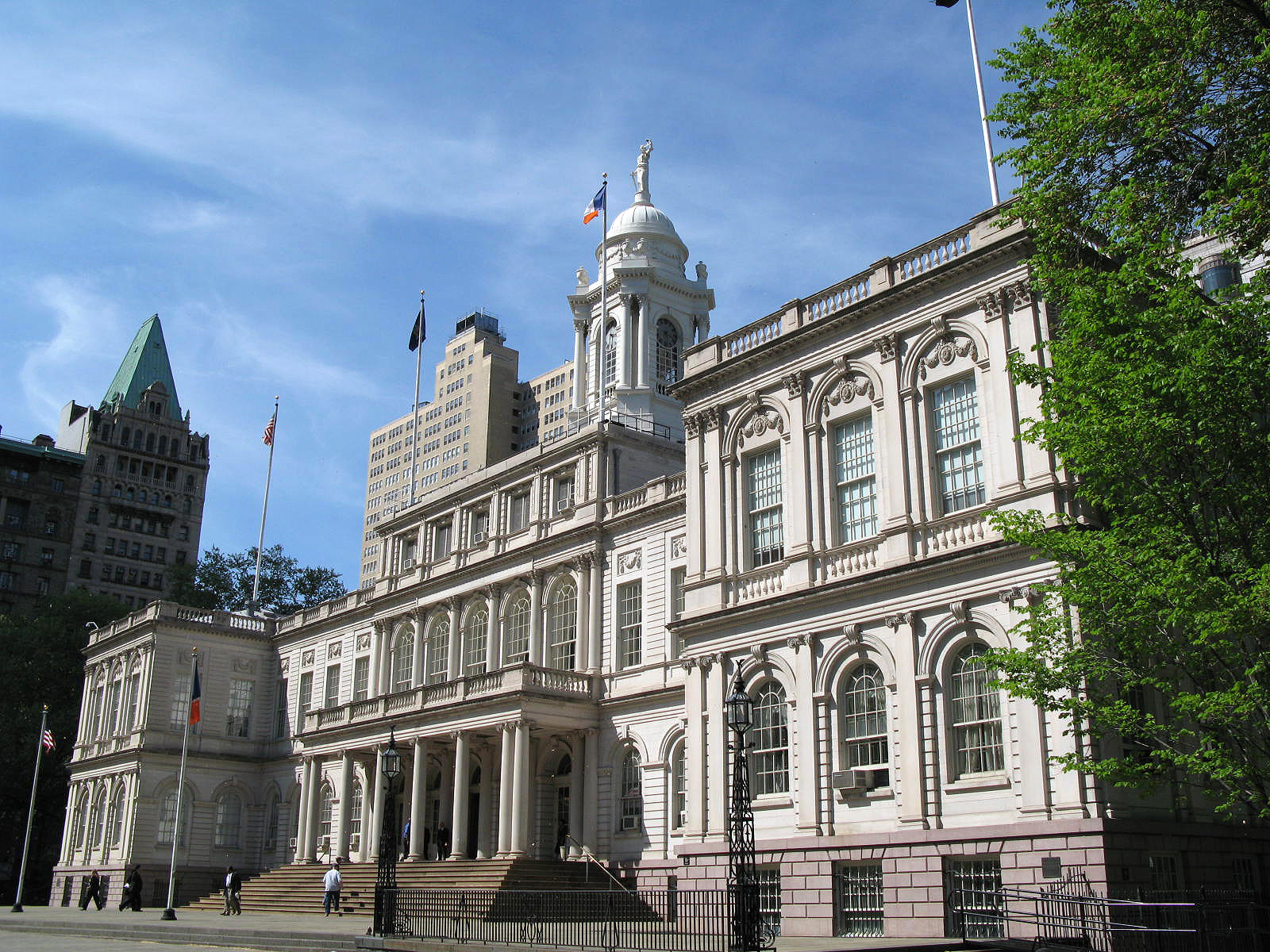
Il Municipio di New York

La città viene amministrata secondo uno statuto stabilito dall'assemblea legislativa dello Stato di New York. Per quanto soggetta allo Stato, la città gode di un elevato grado di autonomia legislativa ed esecutiva. Come in gran parte degli Stati Uniti, il governo cittadino si articola in un ramo esecutivo, uno legislativo ed uno giudiziario.
Il potere esecutivo è affidato al sindaco, che viene scelto tramite un voto popolare diretto.
Il sindaco attuale, Eric Leroy Adams, si è insediato il 3 Novembre 2021. Il precedente, Bill De Blasio, a seguito della vittoria delle elezioni del 6 novembre 2013; fece un programma volto all'innalzamento delle tasse ai residenti ricchi allo scopo di finanziare gli asili nido e il salario minimo. De Blasio venne eletto sindaco con oltre il 73% delle preferenze, vent'anni dopo l'ultimo sindaco democratico della città, David Dinkins. È il quarto sindaco italo-americano di New York dopo Fiorello La Guardia (1934–45), Vincent Impellitteri (1950–53) e Rudolph Giuliani (1994–2001).
Il precedente sindaco era Michael Bloomberg, un ex democratico e un ex repubblicano poi diventato indipendente, la prima volta nel 2001, poi nel 2005 con il 59% dei voti e infine nel 2009 con un margine del 20% sull'avversario democratico Fernando Ferrer. Durante il primo mandato Bloomberg ha preso il controllo del sistema educativo cittadino dallo Stato, ha condotto un'aggressiva politica di sanità pubblica, soprattutto ha contribuito a far ripartire l'economia cittadina dopo l'11 settembre. Durante il suo secondo mandato ha attuato una politica restrittiva sulle armi da fuoco e la riforma scolastica.
Il potere legislativo è esercitato da un Consiglio cittadino di 51 membri, ciascuno dei quali rappresenta un distretto elettorale di circa 160 000 persone. Sia il sindaco che il consiglio restano in carica 4 anni: le ultime elezioni si sono tenute nel 2013.
Dal punto di vista giudiziario, poiché New York si estende su 5 diverse contee (corrispondenti alle 5 circoscrizioni o boroughs), essa è leggermente anomala rispetto al resto degli Stati Uniti: la giustizia penale, infatti, viene esercitata dalle Corti delle singole contee, mentre la giustizia civile viene esercitata da un'unica Corte; inoltre alcuni giudici vengono nominati dal sindaco per periodi di 10 anni, anziché essere eletti.
I dipartimenti più noti dell'amministrazione cittadina sono quello della polizia e i vigili del fuoco.
La città è tradizionalmente controllata dal Partito Democratico. I Democratici controllano la maggioranza degli uffici elettivi e l'87% degli elettori si registrano come Democratici.
La New York City Hall è la sede del governo cittadino e luogo di riunione del Consiglio. L'ufficio del sindaco si trova, assieme a circa altre tredici agenzie comunali, nel vicino Manhattan Municipal Building, uno degli edifici amministrativi più grandi del mondo. Praticamente tutti coloro che rivestono cariche nello Stato di New York, compreso il Governatore e il Procuratore Generale, hanno uffici a Manhattan e lo stesso si può dire per entrambi i senatori degli Stati Uniti eletti nello Stato. Essendo sede delle Nazioni Unite, New York ospita anche il corpo consolare più ampio tra tutte le città del pianeta.
Poiché lo Stato di New York, soprattutto grazie all'elettorato di New York, assegna ampie maggioranze ai Democratici nelle elezioni nazionali, molti osservatori ritengono che la città conti poco nelle elezioni presidenziali. Essa, comunque, è la più importante fonte di finanziamenti alla politica di tutti gli Stati Uniti. Dei cinque codici d'avviamento postale più generosi nei contributi, quattro sono a Manhattan. Il più generoso in assoluto è il 10021, nell'Upper East Side e, nella campagna presidenziale del 2000, è stato il principale finanziatore sia per George W. Bush sia per Al Gore.

### Gemellaggio
New York è la sister city di 12 città:
- Tokyo, dal 1960
- Pechino, dal 1980
- Il Cairo, dal 1982
- Madrid, dal 1982
- Santo Domingo, dal 1983
- Budapest, dal 1992
- Gerusalemme, dal 1993
- Londra, dal 2001
- Johannesburg, dal 2003
- Brasilia, dal 2004
- Teheran, dal 2005
- Esistono accordi stipulati con Roma fin dal 1992, anche se non si tratta di un vero e proprio gemellaggio[136].

Nel 2006 il Sister City Program cittadino è stato riformato e rinominato New York City Global Partners. Allo stesso tempo è stato ulteriormente ampliato il raggio d'azione internazionale, con l'entrata nel progetto da parte di molte altre città mondiali.

## Sport
New York è sede della National Football League, della Major League Baseball, della National Basketball Association,, della National Hockey League e della Major League Soccer. Quattro dei dieci stadi più costosi mai costruiti in tutto il mondo (il Madison Square Garden, il nuovo Yankee Stadium, il MetLife Stadium e il Citi Field) si trovano nella zona metropolitana di New York.
New York è stata descritta come la "capitale del baseball". Le squadre cittadine hanno vinto 35 World Series. Inoltre, la città, è una delle quattro aree metropolitane (insieme a Los Angeles, Chicago, Washington e San Francisco Bay Area) ad avere due squadre professionistiche di baseball in MLB.
Le due principali squadre di baseball della città sono i New York Mets e i New York Yankees, che gareggiano in sei partite di ogni stagione regolare, una serie che ha preso il nome di "serie metropolitana". Gli Yankees hanno vinto per ben 27 volte le World Series, mentre i Mets le hanno vinte per 2 volte. La città, un tempo, era anche sede dei Brooklyn Dodgers (poi diventati i Los Angeles Dodgers), che hanno vinto le World Series una volta, e i New York Giants (poi trasferitisi a San Francisco), che le hanno vinte per cinque volte. Entrambe le squadre si sono trasferite in California nel 1958. Vi sono anche due piccole squadre del campionato di baseball della città, i Brooklyn Cyclones e gli Staten Island Yankees.
La città è rappresentata nella National Football League dai New York Giants (4 Super Bowl) e dai New York Jets (1 Super Bowl), anche se entrambe le squadre giocano le partite casalinghe allo stadio MetLife nella vicina East Rutherford, New Jersey, che ha ospitato il Super Bowl nel 2014.
I New York Rangers (4 Stanley Cup) ed i New York Islanders (4 Stanley Cup) rappresentano la città nella National Hockey League. All'interno dell'area metropolitana ci sono i New Jersey Devils (3 Stanley Cup), che giocano nella vicina Newark.
La città ha due squadre di basket che partecipano alla National Basketball Association, i New York Knicks (2 titoli NBA) e i Brooklyn Nets, mentre le New York Liberty giocano nel campionato femminile, la WNBA. Il primo campionato di college basket a livello nazionale, il National Invitation Tournament, si tenne a New York nel 1938 (un anno prima della nascita del torneo NCAA) e le finali vengono giocate al Madison Square Garden.
Nel calcio, New York è rappresentata nella Major League Soccer dalla franchigia dei New York City FC (1 titolo MLS), dai New York Red Bulls e nella NASL dai New York Cosmos. Il New York City FC gioca allo Yankee stadium, nel Bronx, e dunque è considerata la vera squadra di calcio della città, mentre i Red Bulls giocano le partite casalinghe alla Red Bull Arena, nei pressi di Harrison, New Jersey.. I Cosmos giocano a Brooklyn.
Il Rugby New York rappresenta la città nella Major League Rugby giocando le partite all'MCU Park di Coney Island.
La città è rappresentata anche nell'Indoor lacrosse con i New York Riptide della National Lacrosse League che giocano al Nassau Veterans Memorial di Uniondale.
Queens ospita l'US Open, uno dei quattro tornei annuali del Grande Slam.; è lo stadio da tennis più grande del mondo. La Maratona di New York è una delle più grandi del mondo, e nel periodo 2004-2006, faceva parte delle prime tre maratone con il maggior numero di partecipanti, 37 866 atleti al traguardo nel 2006. La boxe riveste un ruolo importante nella scena sportiva della città, con eventi come il dilettante guantoni da boxe d'oro detenuti al Madison Square Garden di ogni anno.
A New York ha sede il New York Yacht Club, che ha detenuto l'America's Cup per 132 anni, la più lunga serie vincente nella storia dello sport.
Molti sport sono associati con le comunità di immigrati di New York. Lo Stickball, una versione stradale del baseball, è stato reso popolare da alcuni giovani nel 1930. Una strada nel Bronx è stata rinominata Stickball Blvd, come tributo allo sport strada più famoso di New York.

## New York nella cultura di massa

### Nella letteratura e nella musica
Molti sono stati i letterati e i musicisti che hanno trovato ispirazione in New York e nei suoi quartieri.
Fra le opere letterarie di maggior successo ambientate nella Grande Mela abbiamo: Colazione da Tiffany di Truman Capote, Rosemary's Baby di Ira Levin, Il padrino di Mario Puzo, Poeta a New York di Federico Garcia Loca, American Psycho di Bret Easton Ellis, Brooklyn Follies di Paul Auster e Manhattan Transfer di John Dos Passos, ma anche gran parte dei fumetti della Marvel Comics: l'Uomo Ragno è nato e cresciuto nel Queens, Capitan America a Brooklyn, Devil a Hell's Kitchen, Luke Cage vive ad Harlem, il dottor Strange al Greenwich Village; a Manhattan hanno il quartier generale gli Avengers, i Fantastici Quattro e lo S.H.I.E.L.D.; più volte gli X-Men hanno operato nella città, come pure Wonder Woman, Nightwing i Teen Titans della DC Comics. Originarie di New York sono anche le Tartarughe Ninja, tartarughe antropomorfe che vivono nelle fognature della città a Manhattan create nel 1984 dai fumettisti americani Peter Laird e Kevin Eastman pubblicati dalla casa editrice americana Mirage Studios.
Nella musica si ricordano fra le tante: New York, New York, resa popolare da Liza Minnelli e da Frank Sinatra, NY State of Mind di Nas, Welcome to NYC ed Empire State of Mind di Jay-Z, Welcome to New York di Taylor Swift, New York City Serenade di Bruce Springsteen, New York di Bryan Adams, Harlem di Duke Ellington, Angel of Harlem degli U2, Leaving New York dei R.E.M., Shattered dei Rolling Stones, I Love New York di Madonna, New York Groove di Ace Frehley, New York State of Mind di Billy Joel, New York city di John Lennon, I Can't See New York di Tori Amos dedicata alla città dopo gli eventi del 11 settembre 2001.

### In televisione
Fra le sitcom ambientate a New York possiamo citare: la fortunatissima serie The Jeffersons, Friends, La tata, Brooklyn Nine-Nine, I Robinson, Spin City, Will & Grace, How I Met Your Mother, Seinfeld, I maghi di Waverly, Ugly Betty, Angels in America, 30 Rock, Jessie, Girl Meets World, 2 Broke Girls e Game Shakers.
Fra i telefilm polizieschi ambientati a New York si annoverano: Castle, CSI: New York, Senza traccia, Law & Order - I due volti della giustizia, Law & Order - Unità vittime speciali, Law & Order: Criminal Intent, White Collar, Elementary, Third Watch, NCIS: Los Angeles, The Blacklist, Blue Bloods, NYPD Blue e Suits. Tra le soap-opera abbiamo invece Sex and the City, Gossip Girl, Lipstick Jungle ed Empire.
Per quanto riguarda i cartoni animati, Futurama è ambientato in una sorta di New York futuristica mentre ne I Simpson e ne I Griffin sono presenti solo alcuni episodi ambientati a New York. Inoltre il recente film Disney Zootropolis è ambientato in una città (Zootropolis, appunto) che è palesemente ispirata a New York sia come luoghi, sia come suddivisione in distretti che come stile di vita.

### Nei videogiochi
A New York sono ambientati molti videogiochi arcade, tra cui Rolling Thunder, The Super Spy, Chelnov, Jail Break, Vigilante e buona parte di Alien Storm. Inoltre la città in cui si svolgono le vicende di Final Fight è praticamente identica a New York, nonostante sia chiamata "Metro City". Alcuni episodi della serie videoludica Grand Theft Auto sono ambientati a Liberty City, città fortemente ispirata a New York, ma soprattutto ai suoi 5 distretti; Broker (Brooklyn), Dukes (Queens), Algonquin (Manhattan), Bohan (Bronx) e Alderney (New Jersey). True Crime: New York City si svolge anch'esso a Manhattan, mentre Driver: Parallel Lines è ambientato nella New York degli anni '70 e del 2006. Anche le vicende del videogioco del 2018 Marvel's Spider-Man si svolgono a New York, precisamente a Manhattan. I videogiochi Pokémon Bianco, Pokémon Nero, Pokémon Bianco 2 e Pokémon Nero 2 sono ambientati nella regione di Unima, la cui geografia è ispirata a New York City e all'intero stato del New York. Tom Clancy's The Division è ambientato invece in una New York apocalittica.

### Storia
- (EN)  Charles Hemstreet, The Story of Manhattan, 1901 ( online, su gutenberg.org. su Progetto Gutenberg)
- Washington Irving, Storia di New York, a cura di Anna Vari, Vicenza. Neri Pozza, 1966
  - (FR)  Washington Irving, Histoire de New York. Depuis le commencement du monde jusqu'à la fin de la domination hollandaise, a cura di Diedrick Knickerbocker e Valentin Fonteray, Paris: Éd. Amsterdam, 2006. ISBN 978-2-915547-15-3
- (EN)  Nathan Glazer e Daniel Patrick Moynihan, Beyond the Melting Pot. The Negroes, Puerto Ricans, Jews, Italians, and Irish of New York City, Boston (MA): The M. I.T. Press, 1963. ISBN 978-0-262-57022-0
- (EN)  Martin Mayer, The Teachers Strike. New York, 1968, New York: Harper & Row, 1969.
- (EN)  Jack Newfield e Wayne Barrett, City for Sale. Ed Koch and the Betrayal of New York, New York: Harper & Row, 1988. ISBN 0-06-016060-8
- (EN)  Edwin G. Burrows e Mike Wallace, Gotham. A History of New York to 1898, Oxford: Oxford University Press, 1999. ISBN 978-0-19-511634-2. Vincitore del Premio Pulitzer per la storia, probabilmente la più completa storia di New York fino al 1898.
- Corrado Augias, I segreti di New York. Storie, luoghi e personaggi di una metropoli, Milano: Mondadori, 2000. ISBN 978-88-04-48174-4
- (FR)  François Weil, Histoire de New York, Parigi: Fayard (coll. "Histoire des grandes villes"), 2000. ISBN 2-213-61856-9
  - (EN)  A History of New York, trad. inglese di Jody Gladding, New York: Columbia University Press, 2004. ISBN 978-0-231-12935-0
- George J. Lankevich, Breve storia di New York (American Metropolis, 1998), trad. di Adria Tissoni, Milano: Mondadori, 2001. ISBN 978-88-04-49853-7
- (EN)  Eric W. Sanderson e Markley Boyer, Mannahatta: A Natural History of New York, New York: Abrams, 2009 ISBN 978-0-8109-9633-5

### Architettura
- Rem Koolhaas, Delirious New York. Un manifesto retroattivo per Manhattan, a cura di Marco Biraghi, Milano: Electa, 2001. ISBN 978-88-435-6230-5
- (EN)  John Tauranac, Essential New York: A Guide to the History and Architecture of Manhattan's Important Buildings, Parks, and Bridges, New York: Holt, Rinehart, and Winston, 1979 ISBN 978-0-03-042626-1
- (EN)  John Tauranac, Elegant New York: The Builders and the Buildings, 1885-1915, New York: Abbeville Press, 1985 ISBN 978-0-89659-458-6
- (FR)  John Tauranac, New York vu d'en haut: Une histoire d'architecture, fotografie di Yann Arthus-Bertrand, Paris, Éd. de La Martinière (coll. "Vu d'en haut"), 2002. ISBN 2-7324-2867-1
- Jorg Brockmann e Bill Harris Mille edifici di New York, Milano: Electa, 2003. ISBN 978-88-370-2130-6
- Bruno Cartosio, New York e il moderno. Società, arte e architettura nella metropoli americana (1876-1917), Milano: Feltrinelli, 2007. ISBN 978-88-07-10417-6

### Narrativa e altro
- (EN)  The Secrets of the Great City, 1868 ( online, su gutenberg.org. su Progetto Gutenberg)
- (EN)  James Dabney McCabe, Lights and Shadows of New York Life, 1872 ( online, su gutenberg.org. su Progetto Gutenberg)
- (EN)  O. Henry, The Four Million, 1906 ( on-line, su gutenberg.org. su Progetto Gutenberg).
- Rudyard Kipling, La città della tremenda notte (The City of Dreadful Night, 1909), trad. di Ottavio Fatica, Milano: Adelphi (coll. "Biblioteca Adelphi"), 2007. ISBN 978-88-459-2133-9
- (EN)  O. Henry, The Voice of the City: Further Stories of the Four Million, 1912 ( on-line, su gutenberg.org. su Progetto Gutenberg).
- (EN)  Anna Alice Chapin, Greenwich Village, 1917 ( on-line, su gutenberg.org. su Progetto Gutenberg).
- Edith Wharton, The Age of Innocence, 1920. Premio Pulitzer
- John Dos Passos, Manhattan Transfer (1925). trad. di Alessandra Scalero, Milano: Baldini Castoldi Dalai, 2003 ISBN 978-88-8490-388-4. Precedentemente trad. anche come Nuova York.
- Paul Morand, New York (1930), trad. di Rosalia Trajna, Palermo: Novecento, 1994 ISBN 88-373-0184-7
- Paul Auster, Trilogia di New York (City of Glass, Ghosts, The Locked Room, 1985-86), trad. di Massimo Bocchiola, Torino: Einaudi, 2004. ISBN 88-06-14865-6
- Jérôme Charyn, New York. Cronache dalla città selvaggia, Milano: Electa/Gallimard, 1997, collana «Universale Electa/Gallimard» (nº 93), ISBN 978-88-445-0113-6
- (FR)  Pierre de Charentenay, Un Européen à New York, Paris, Bayard Centurion (col. "Etudes"), 2005. ISBN 978-2-227-47502-1
- (EN)  Bruce Marshall, Building New York: The Rise and Rise of the Greatest City on Earth, London: Mitchell Beazely, 2005 ISBN 978-1-873913-17-8
- (FR)  Roger Brunet (a cura di), Géographie universelle: États-Unis, Canada, Paris, Hachette, 1992 ISBN 978-2-01-014829-3
- (FR)  Catherine Pouzoulet, New York, New York, espace, pouvoir, citoyenneté dans une ville-monde, Paris, Belin, 2000. ISBN 978-2-7011-1725-6
- Luc Sante, C'era una volta New York. Storia e leggenda dei bassifondi, trad. di Anna Mioni, Padova: Alet, 2010 ISBN 978-88-7520-121-0
- Tinsley Mortimer, Sognando Park Avenue (Southern Charm, 2012), trad. di Francesca Frulla, Milano, Tre60, 2013 ISBN 978-88-6702-113-0